# فهرست جایزه‌ها و نامزدی‌های تیلور سوئیفت
تیلور سوئیفت خواننده-ترانه‌سرای آمریکایی است که برای کارهایش در زمینه موسیقی جایزه‌ها و نامزدی‌های بسیاری را دریافت کرده‌است. سوئیفت با بیگ ماشین رکوردز در سال ۲۰۰۵ قراردادی امضا کرد و نخستین آلبوم استودیویی‌اش را در سال ۲۰۰۶ منتشر کرد، که برای جایزه آکادمی موسیقی کانتری نامزد شد. در پنجاهمین مراسم جایزه گرمی او نامزد دریافت بهترین هنرمند جدید شد. دومین آلبوم استودیویی‌اش، بی‌باک (۲۰۰۸) شامل تک‌آهنگ‌های «داستان عشق»، «اسب سفید» و «تو به من تعلق داری» که برنده جایزه موزیک ویدئوی ام‌تی‌وی بهترین ویدئوی زن شد، بود. پس از آن، سوئیفت در پنجاه و دومین مراسم جایزه گرمی نامزد دریافت هشت جایزه شد، که برنده چهارتای آن‌ها از جمله آلبوم سال شد. او در بیست‌سالگی برنده این جایزه و تبدیل به جوان‌ترین برنده شد، رکوردی که تا یازده سال پیش از آنکه بیلی آیلیش (در ۱۸ سالگی) در شصت و دومین مراسم جایزه گرمی بشکند. بی‌باک به نخستین آلبومی تبدیل شد که توانست برنده جوایز کانتری آمریکا، آکادمی موسیقی کانتری، جایزه انجمن موسیقی کانتری و جایزه گرمی برای بهترین آلبوم سال را برنده شود.
در سال ۲۰۰۹، سوئیفت برنده جایزه موسیقی آمریکا برای هنرمند سال شد. او در سال بعد و بعداً در سال‌های ۲۰۱۵ و ۲۰۱۹ به عنوان یکی از ۱۰۰ فرد تأثیرگذار توسط تایم قرار گرفت. سومین آلبوم استودیویی او، حالا صحبت کن (۲۰۱۰) در جوایز موسیقی آمریکا ۲۰۱۱ برنده جایزه آلبوم کانتری موردعلاقه و موفق به ثبت رکورد سریع‌ترین فروش آلبوم دیجیتال توسط یک هنرمند زن در رکوردهای جهانی گینس شد. تک‌آهنگ آن، «بدجنس» برنده دو جایزه گرمی شد. سوئیفت دو تک‌آهنگ برای آلبوم موسیقی متن بازی‌های گرسنگی از جمله «امن و امان» ضبط کرد که برنده جایزه گرمی بهترین ترانه نوشته‌شده برای رسانه ویژوال شد. چهارمین آلبوم استودیویی سوئیفت، سرخ نامزد دریافت جایزه جونو و جایزه گرمی بهترین آلبوم سال شد.
در سال ۲۰۱۴، سوئیفت برای دومین بار بعد از اولین بردش در سال ۲۰۱۱، برنده جایزه بیلبورد زن سال شد. پنجمین آلبوم استودیویی‌اش، ۱۹۸۹ که محوریت پاپ داشت، برنده سه جایزه در پنجاه و هشتمین مراسم جایزه گرمی، از جمله برای دومین بار برنده جایزه آلبوم سال شد، که او را به نخستین زنی تبدیل کرد که این جایزه را دوبار برنده شده‌است. او همچنین برای جایزه‌های ضبط سال و ترانه سال (برای «فضای خالی»)، جایزه‌هایی که قبلاً برای «تو مال منی» و «از ذهنم پاکش کنم» نامزد شده‌بود، دوباره نامزد شد. سوئیفت در سال ۲۰۱۵ توسط آی‌اف‌پی‌آی هنرمند ضبط جهانی سال برنده جایزه هنرمند ضبط جهانی و برنده هشت جایزه موسیقی بیلبورد شد. در جوایز موزیک ویدئوی ام‌تی‌وی ۲۰۱۵، سوئیفت برنده چهار جایزه از جمله موزیک ویدئوی سال برای «کینه» شد. در شصت و چهارمین جوایز پاپ بی‌ام‌آی، سوئیفت جایزه تیلور سوئیفت را دریافت کرد و به دومین هنرمند بعد از مایکل جکسون تبدیل شد که جایزه‌ای توسط بی‌ام‌آی با نام خودش دریافت می‌کند.
در جوایز موسیقی آمریکا ۲۰۱۸، سوئیفت برنده جایزه‌های هنرمند سال، هنرمند پاپ/راک موردعلاقه، آلبوم پاپ/راک موردعلاقه برای ششمین آلبوم استودیویی‌اش، اعتبار و تور سال برای تور استادیومی اعتبار شد. در مجموع با ۲۳ جایزه، او به پرجایزه‌ترین هنرمند زن در تاریخ ای‌ام‌ای تبدیل شد، رکوردی که قبلاً برای ویتنی هیوستون بود. در مراسم سال بعد، او هر پنج جایزه اصلی را که نامزد شده‌بود، برنده شد و رکورد بیشترین برد جایزه هنرمند سال (۵ بار) را ثبت کرد، همچنین به نخستین زنی تبدیل شد که جایزه هنرمند دهه را دریافت می‌کند. سوئیفت با ۲۹ جایزه، تبدیل به پرجایزه‌ترین هنرمند تاریخ ای‌ام‌ای شد و از رکورد ۲۴تایی مایکل جکسون پیشی گرفت. سوئیفت قبلاً رکوردار پرجایزه‌ترین هنرمند جوایز موسیقی بیلبورد بود، که در سال ۲۰۱۹ توسط خواننده کانادایی دریک شکسته شد. او درحال حاضر پرجایزه‌ترین هنرمند زن جوایز موسیقی بیلبورد (۲۳ جایزه) است و رکورد بیشترین جایزه برای هنرمند تکی را در جوایز برگزیده نوجوانان (۲۶ جایزه) در اختیار دارد. تک‌آهنگ‌های «من!» و «تو باید آرام باشی» از هفتمین آلبوم استودیویی‌اش، معشوق در جوایز موزیک ویدئوی ام‌تی‌وی ۲۰۱۹، نامزد دریافت ۱۲ جایزه شدند که توانستند سه جایزه از جمله موزیک ویدئوی سال برای دومی را برنده شود، که باعث شد سوئیفت به نخستین هنرمند زن تبدیل شود که این جایزه را دوبار برنده شده‌است. در دسامبر ۲۰۱۹، سوئیفت به نخستین و تنها زنی تبدیل شد که جایزه هنرمند دهه در بیلبورد زنان در موسیقی را دریافت می‌کند.
تیلور سوئیفت در مراسم جوایز گرمی سال ۲۰۲۴ تاریخ‌ساز شد و به اولین خواننده‌ای تبدیل شد که چهار بار جایزه آلبوم سال را از آن خود کرد. این فوق ستاره پیش از این در سه جایزه بهترین آلبوم با استیوی واندر، پل سایمون و فرانک سیناترا برابری کرده بود. او این جایزه را از سلین دیون دریافت کرد و در سخنانش آلبوم جدیدش را به‌طور غافلگیرکننده اعلام کرد. جوایز گرمی امسال در سیطره زنان بود و بیشترین جایزه به آنان تعلق گرفت.

## جایزه‌ها و نامزدی‌ها
| جایزه                                    | سال  | دریافت‌کننده(ها) و نامزد(ها)                                           | دسته                                                           | نتیجه     | م.              |
| ---------------------------------------- | ---- | --------------------------------------------------------------------- | -------------------------------------------------------------- | --------- | --------------- |
| جوایز آکادمی موسیقی کانتری               | ۲۰۰۷ | تیلور سوئیفت                                                          | خواننده زن جدید سال                                            | نامزدشده  | [ ۱۲ ]          |
| جوایز آکادمی موسیقی کانتری               | ۲۰۰۸ | تیلور سوئیفت                                                          | خواننده زن جدید سال                                            | برنده     | [ ۱۳ ]          |
| جوایز آکادمی موسیقی کانتری               | ۲۰۰۸ | تیلور سوئیفت                                                          | خواننده زن سال                                                 | نامزدشده  | [ ۱۳ ]          |
| جوایز آکادمی موسیقی کانتری               | ۲۰۰۸ | تیلور سوئیفت                                                          | آلبوم سال                                                      | نامزدشده  | [ ۱۳ ]          |
| جوایز آکادمی موسیقی کانتری               | ۲۰۰۹ | تیلور سوئیفت                                                          | خواننده زن سال                                                 | نامزدشده  | [ ۱۴ ]          |
| جوایز آکادمی موسیقی کانتری               | ۲۰۰۹ | «داستان عشق»                                                          | ویدئوی سال                                                     | نامزدشده  | [ ۱۴ ]          |
| جوایز آکادمی موسیقی کانتری               | ۲۰۰۹ | بی‌باک                                                                 | آلبوم سال                                                      | برنده     | [ ۱۴ ]          |
| جوایز آکادمی موسیقی کانتری               | ۲۰۰۹ | تیلور سوئیفت                                                          | جایزه کریستال مایل‌استون                                        | برنده     | [ ۱۴ ]          |
| جوایز آکادمی موسیقی کانتری               | ۲۰۱۰ | تیلور سوئیفت                                                          | سرگرمی‌ساز سال                                                  | نامزدشده  | [ ۱۵ ]          |
| جوایز آکادمی موسیقی کانتری               | ۲۰۱۰ | تیلور سوئیفت                                                          | خواننده زن سال                                                 | نامزدشده  | [ ۱۵ ]          |
| جوایز آکادمی موسیقی کانتری               | ۲۰۱۰ | «تو مال منی»                                                          | ویدئوی سال                                                     | نامزدشده  | [ ۱۵ ]          |
| جوایز آکادمی موسیقی کانتری               | ۲۰۱۰ | «تو مال منی»                                                          | ترانه سال                                                      | نامزدشده  | [ ۱۵ ]          |
| جوایز آکادمی موسیقی کانتری               | ۲۰۱۱ | تیلور سوئیفت                                                          | جایزه بین‌المللی جیم ریوز                                       | برنده     | [ ۱۶ ]          |
| جوایز آکادمی موسیقی کانتری               | ۲۰۱۱ | تیلور سوئیفت                                                          | سرگرمی‌ساز سال                                                  | برنده     | [ ۱۶ ]          |
| جوایز آکادمی موسیقی کانتری               | ۲۰۱۱ | تیلور سوئیفت                                                          | خواننده زن سال                                                 | نامزدشده  | [ ۱۶ ]          |
| جوایز آکادمی موسیقی کانتری               | ۲۰۱۱ | حالا صحبت کن                                                          | آلبوم سال                                                      | نامزدشده  | [ ۱۶ ]          |
| جوایز آکادمی موسیقی کانتری               | ۲۰۱۲ | تیلور سوئیفت                                                          | سرگرمی‌ساز سال                                                  | برنده     | [ ۱۷ ]          |
| جوایز آکادمی موسیقی کانتری               | ۲۰۱۲ | تیلور سوئیفت                                                          | خواننده زن سال                                                 | نامزدشده  | [ ۱۷ ]          |
| جوایز آکادمی موسیقی کانتری               | ۲۰۱۲ | «بدجنس»                                                               | ویدئوی سال                                                     | نامزدشده  | [ ۱۷ ]          |
| جوایز آکادمی موسیقی کانتری               | ۲۰۱۳ | تیلور سوئیفت                                                          | سرگرمی‌ساز سال                                                  | نامزدشده  | [ ۱۸ ]          |
| جوایز آکادمی موسیقی کانتری               | ۲۰۱۳ | تیلور سوئیفت                                                          | خواننده زن سال                                                 | نامزدشده  | [ ۱۸ ]          |
| جوایز آکادمی موسیقی کانتری               | ۲۰۱۳ | «ما هرگز به یکدیگر بازنمی‌گردیم»                                       | ویدئوی سال                                                     | نامزدشده  | [ ۱۸ ]          |
| جوایز آکادمی موسیقی کانتری               | ۲۰۱۳ | سرخ                                                                   | آلبوم سال                                                      | نامزدشده  | [ ۱۸ ]          |
| جوایز آکادمی موسیقی کانتری               | ۲۰۱۴ | تیلور سوئیفت                                                          | سرگرمی‌ساز سال                                                  | نامزدشده  | [ ۱۹ ]          |
| جوایز آکادمی موسیقی کانتری               | ۲۰۱۴ | تیلور سوئیفت                                                          | خواننده زن سال                                                 | نامزدشده  | [ ۱۹ ]          |
| جوایز آکادمی موسیقی کانتری               | ۲۰۱۴ | «بزرگ‌راه اهمیت نمی‌دهد» (به همراهی تیم مک‌گرا و کیث اربن)               | ویدئوی سال                                                     | برنده     | [ ۱۹ ]          |
| جوایز آکادمی موسیقی کانتری               | ۲۰۱۴ | «بزرگ‌راه اهمیت نمی‌دهد» (به همراهی تیم مک‌گرا و کیث اربن)               | تک‌آهنگ ضبط‌شده سال                                              | نامزدشده  | [ ۱۹ ]          |
| جوایز آکادمی موسیقی کانتری               | ۲۰۱۴ | «بزرگ‌راه اهمیت نمی‌دهد» (به همراهی تیم مک‌گرا و کیث اربن)               | همکاری سال                                                     | نامزدشده  | [ ۱۹ ]          |
| جوایز آکادمی موسیقی کانتری               | ۲۰۱۵ | تیلور سوئیفت                                                          | پنجاهمین سالگرد جوایز مایل‌استون                                | برنده     | [ ۲۰ ]          |
| جوایز آکادمی موسیقی کانتری               | ۲۰۱۹ | «عزیزم»                                                               | ویدئوی سال                                                     | نامزدشده  | [ ۲۱ ]          |
| جوایز کانتری آمریکا                      | ۲۰۱۰ | تیلور سوئیفت                                                          | هنرمند سال                                                     | نامزدشده  | [ ۲۲ ]          |
| جوایز کانتری آمریکا                      | ۲۰۱۰ | تیلور سوئیفت                                                          | هنرمند زن سال                                                  | نامزدشده  | [ ۲۲ ]          |
| جوایز کانتری آمریکا                      | ۲۰۱۰ | تور بی‌باک                                                             | بسته‌بندی سرفصل‌های تور سال                                      | نامزدشده  | [ ۲۲ ]          |
| جوایز کانتری آمریکا                      | ۲۰۱۱ | تیلور سوئیفت                                                          | هنرمند سال                                                     | نامزدشده  | [ ۲۳ ]          |
| جوایز کانتری آمریکا                      | ۲۰۱۱ | تیلور سوئیفت                                                          | هنرمند زن سال                                                  | نامزدشده  | [ ۲۳ ]          |
| جوایز کانتری آمریکا                      | ۲۰۱۱ | تور جهانی حالا صحبت کن                                                | بسته‌بندی سرفصل‌های تور سال                                      | نامزدشده  | [ ۲۳ ]          |
| جوایز کانتری آمریکا                      | ۲۰۱۱ | حالا صحبت کن                                                          | آلبوم سال                                                      | نامزدشده  | [ ۲۳ ]          |
| جوایز کانتری آمریکا                      | ۲۰۱۱ | «بدجنس»                                                               | تک‌آهنگ هنرمند زن سال                                           | نامزدشده  | [ ۲۳ ]          |
| جوایز کانتری آمریکا                      | ۲۰۱۱ | «بازگشت به دسامبر»                                                    | ویدئوی هنرمند زن سال                                           | نامزدشده  | [ ۲۳ ]          |
| جوایز کانتری آمریکا                      | ۲۰۱۲ | تیلور سوئیفت                                                          | هنرمند سال                                                     | نامزدشده  | [ ۲۴ ]          |
| جوایز کانتری آمریکا                      | ۲۰۱۲ | تیلور سوئیفت                                                          | هنرمند زن سال                                                  | نامزدشده  | [ ۲۴ ]          |
| جوایز کانتری آمریکا                      | ۲۰۱۲ | تیلور سوئیفت                                                          | تور هنرمند سال                                                 | نامزدشده  | [ ۲۴ ]          |
| جوایز کانتری آمریکا                      | ۲۰۱۲ | «مال ما»                                                              | تک‌آهنگ هنرمند زن سال                                           | نامزدشده  | [ ۲۴ ]          |
| جوایز کانتری آمریکا                      | ۲۰۱۲ | «مال ما»                                                              | ویدئوی هنرمند زن سال                                           | نامزدشده  | [ ۲۴ ]          |
| جوایز کانتری آمریکا                      | ۲۰۱۳ | تیلور سوئیفت                                                          | هنرمند سال                                                     | نامزدشده  | [ ۲۵ ]          |
| جوایز کانتری آمریکا                      | ۲۰۱۳ | تیلور سوئیفت                                                          | هنرمند زن سال                                                  | نامزدشده  | [ ۲۵ ]          |
| جوایز کانتری آمریکا                      | ۲۰۱۳ | تیلور سوئیفت                                                          | تور هنرمند سال                                                 | نامزدشده  | [ ۲۵ ]          |
| جوایز کانتری آمریکا                      | ۲۰۱۳ | تیلور سوئیفت                                                          | هنرمند جهانی                                                   | برنده     | [ ۲۵ ]          |
| جوایز کانتری آمریکا                      | ۲۰۱۳ | «آغاز دوباره»                                                         | تک‌آهنگ هنرمند زن سال                                           | نامزدشده  | [ ۲۵ ]          |
| جوایز کانتری آمریکا                      | ۲۰۱۳ | «آغاز دوباره»                                                         | ویدئوی سال                                                     | نامزدشده  | [ ۲۵ ]          |
| جوایز کانتری آمریکا                      | ۲۰۱۳ | «آغاز دوباره»                                                         | ویدئوی هنرمند زن سال                                           | نامزدشده  | [ ۲۵ ]          |
| جوایز کانتری آمریکا                      | ۲۰۱۳ | «بزرگ‌راه اهمیت نمی‌دهد» (به همراهی تیم مک‌گرا و کیث اربن)               | تک‌آهنگ همکاری‌شده سال                                           | برنده     | [ ۲۵ ]          |
| جوایز کانتری آمریکا                      | ۲۰۱۳ | «بزرگ‌راه اهمیت نمی‌دهد» (به همراهی تیم مک‌گرا و کیث اربن)               | ویدئوی همکاری‌شده سال                                           | برنده     | [ ۲۵ ]          |
| جوایز کانتری آمریکا                      | ۲۰۱۳ | «بزرگ‌راه اهمیت نمی‌دهد» (به همراهی تیم مک‌گرا و کیث اربن)               | ترانه سال (جایزه ترانه‌سرا)                                     | برنده     | [ ۲۵ ]          |
| جایزه کانت‌دوان کانتری آمریکا             | ۲۰۱۴ | تیلور سوئیفت                                                          | خواننده زن سال                                                 | نامزدشده  | [ ۲۶ ]          |
| جوایز موسیقی آمریکا                      | ۲۰۰۷ | تیلور سوئیفت                                                          | خواننده زن کانتری محبوب                                        | نامزدشده  | [ ۲۷ ]          |
| جوایز موسیقی آمریکا                      | ۲۰۰۸ | تیلور سوئیفت                                                          | خواننده زن کانتری محبوب                                        | برنده     | [ ۲۸ ]          |
| جوایز موسیقی آمریکا                      | ۲۰۰۹ | تیلور سوئیفت                                                          | هنرمند سال                                                     | برنده     | [ ۲۹ ] [ ۳۰ ]   |
| جوایز موسیقی آمریکا                      | ۲۰۰۹ | تیلور سوئیفت                                                          | هنرمند زن پاپ/راک محبوب                                        | برنده     | [ ۲۹ ] [ ۳۰ ]   |
| جوایز موسیقی آمریکا                      | ۲۰۰۹ | تیلور سوئیفت                                                          | هنرمند زن کانتری محبوب                                         | برنده     | [ ۲۹ ] [ ۳۰ ]   |
| جوایز موسیقی آمریکا                      | ۲۰۰۹ | تیلور سوئیفت                                                          | هنرمند معاصر بزرگسال محبوب                                     | برنده     | [ ۲۹ ] [ ۳۰ ]   |
| جوایز موسیقی آمریکا                      | ۲۰۰۹ | بی‌باک                                                                 | آلبوم کانتری موردعلاقه                                         | برنده     | [ ۲۹ ] [ ۳۰ ]   |
| جوایز موسیقی آمریکا                      | ۲۰۰۹ | بی‌باک                                                                 | آلبوم پاپ/راک موردعلاقه                                        | نامزدشده  | [ ۲۹ ] [ ۳۰ ]   |
| جوایز موسیقی آمریکا                      | ۲۰۱۰ | تیلور سوئیفت                                                          | هنرمند زن کانتری محبوب                                         | برنده     | [ ۳۱ ]          |
| جوایز موسیقی آمریکا                      | ۲۰۱۱ | تیلور سوئیفت                                                          | هنرمند سال                                                     | برنده     | [ ۳۲ ]          |
| جوایز موسیقی آمریکا                      | ۲۰۱۱ | تیلور سوئیفت                                                          | هنرمند زن کانتری محبوب                                         | برنده     | [ ۳۲ ]          |
| جوایز موسیقی آمریکا                      | ۲۰۱۱ | حالا صحبت کن                                                          | آلبوم کانتری موردعلاقه                                         | برنده     | [ ۳۲ ]          |
| جوایز موسیقی آمریکا                      | ۲۰۱۲ | تیلور سوئیفت                                                          | هنرمند زن کانتری محبوب                                         | برنده     | [ ۳۳ ]          |
| جوایز موسیقی آمریکا                      | ۲۰۱۳ | تیلور سوئیفت                                                          | هنرمند سال                                                     | برنده     | [ ۳۴ ]          |
| جوایز موسیقی آمریکا                      | ۲۰۱۳ | تیلور سوئیفت                                                          | هنرمند زن پاپ/راک محبوب                                        | برنده     | [ ۳۴ ]          |
| جوایز موسیقی آمریکا                      | ۲۰۱۳ | تیلور سوئیفت                                                          | هنرمند زن کانتری محبوب                                         | برنده     | [ ۳۴ ]          |
| جوایز موسیقی آمریکا                      | ۲۰۱۳ | سرخ                                                                   | آلبوم کانتری موردعلاقه                                         | برنده     | [ ۳۴ ]          |
| جوایز موسیقی آمریکا                      | ۲۰۱۳ | سرخ                                                                   | آلبوم پاپ/راک موردعلاقه                                        | نامزدشده  | [ ۳۴ ]          |
| جوایز موسیقی آمریکا                      | ۲۰۱۴ | تیلور سوئیفت                                                          | جایزه دیک کلارک برای موفقیت                                    | برنده     | [ ۳۵ ]          |
| جوایز موسیقی آمریکا                      | ۲۰۱۵ | تیلور سوئیفت                                                          | هنرمند سال                                                     | نامزدشده  | [ ۳۶ ]          |
| جوایز موسیقی آمریکا                      | ۲۰۱۵ | تیلور سوئیفت                                                          | هنرمند زن پاپ/راک محبوب                                        | نامزدشده  | [ ۳۶ ]          |
| جوایز موسیقی آمریکا                      | ۲۰۱۵ | تیلور سوئیفت                                                          | هنرمند معاصر بزرگسال محبوب                                     | برنده     | [ ۳۶ ]          |
| جوایز موسیقی آمریکا                      | ۲۰۱۵ | ۱۹۸۹                                                                  | آلبوم پاپ/راک موردعلاقه                                        | برنده     | [ ۳۶ ]          |
| جوایز موسیقی آمریکا                      | ۲۰۱۵ | «فضای خالی»                                                           | ترانه سال                                                      | برنده     | [ ۳۶ ]          |
| جوایز موسیقی آمریکا                      | ۲۰۱۵ | «کینه» (به همراهی کندریک لامار)                                       | همکاری سال                                                     | نامزدشده  | [ ۳۶ ]          |
| جوایز موسیقی آمریکا                      | ۲۰۱۸ | تیلور سوئیفت                                                          | هنرمند سال                                                     | برنده     | [ ۷ ]           |
| جوایز موسیقی آمریکا                      | ۲۰۱۸ | تیلور سوئیفت                                                          | هنرمند زن پاپ/راک محبوب                                        | برنده     | [ ۷ ]           |
| جوایز موسیقی آمریکا                      | ۲۰۱۸ | اعتبار                                                                | آلبوم پاپ/راک موردعلاقه                                        | برنده     | [ ۷ ]           |
| جوایز موسیقی آمریکا                      | ۲۰۱۸ | تور استادیومی اعتبار                                                  | تور سال                                                        | برنده     | [ ۷ ]           |
| جوایز موسیقی آمریکا                      | ۲۰۱۹ | تیلور سوئیفت                                                          | هنرمند دهه                                                     | برنده     | [ ۳۷ ]          |
| جوایز موسیقی آمریکا                      | ۲۰۱۹ | تیلور سوئیفت                                                          | هنرمند سال                                                     | برنده     | [ ۳۸ ]          |
| جوایز موسیقی آمریکا                      | ۲۰۱۹ | تیلور سوئیفت                                                          | هنرمند پاپ/راک محبوب                                           | برنده     | [ ۳۸ ]          |
| جوایز موسیقی آمریکا                      | ۲۰۱۹ | تیلور سوئیفت                                                          | هنرمند معاصر بزرگسال محبوب                                     | برنده     | [ ۳۸ ]          |
| جوایز موسیقی آمریکا                      | ۲۰۱۹ | «تو باید آرام باشی»                                                   | موزیک ویدئوی موردعلاقه                                         | برنده     | [ ۳۸ ]          |
| جوایز موسیقی آمریکا                      | ۲۰۱۹ | معشوق                                                                 | آلبوم پاپ/راک موردعلاقه                                        | برنده     | [ ۳۸ ]          |
| جوایز ای‌پی‌آرای                           | ۲۰۱۰ | «داستان عشق»                                                          | کار بین‌المللی سال                                              | نامزدشده  | [ ۳۹ ]          |
| جوایز ای‌پی‌آرای                           | ۲۰۱۶ | «فضای خالی»                                                           | کار بین‌المللی سال                                              | نامزدشده  | [ ۴۰ ]          |
| جوایز ای‌پی‌آرای                           | ۲۰۱۶ | «استایل»                                                              | کار بین‌المللی سال                                              | نامزدشده  | [ ۴۰ ]          |
| جوایز موسیقی ای‌آرآی‌ای                    | ۲۰۱۳ | تیلور سوئیفت                                                          | بهترین هنرمند بین‌المللی                                        | نامزدشده  | [ ۴۱ ]          |
| جوایز موسیقی ای‌آرآی‌ای                    | ۲۰۱۵ | تیلور سوئیفت                                                          | بهترین هنرمند بین‌المللی                                        | نامزدشده  | [ ۴۲ ]          |
| جوایز موسیقی ای‌آرآی‌ای                    | ۲۰۱۶ | تیلور سوئیفت                                                          | بهترین هنرمند بین‌المللی                                        | نامزدشده  | [ ۴۳ ]          |
| جوایز موسیقی ای‌آرآی‌ای                    | ۲۰۱۸ | تیلور سوئیفت                                                          | بهترین هنرمند بین‌المللی                                        | نامزدشده  | [ ۴۴ ]          |
| جوایز موسیقی ای‌آرآی‌ای                    | ۲۰۱۹ | تیلور سوئیفت                                                          | بهترین هنرمند بین‌المللی                                        | برنده     | [ ۴۵ ]          |
| انجمن موسیقی مستقل آمریکا                | ۲۰۱۲ | تیلور سوئیفت                                                          | جنگجوی جاده سال                                                | نامزدشده  | [ ۴۶ ]          |
| انجمن موسیقی مستقل آمریکا                | ۲۰۱۳ | سرخ                                                                   | آلبوم سال                                                      | نامزدشده  | [ ۴۷ ]          |
| انجمن موسیقی مستقل آمریکا                | ۲۰۱۳ | تیلور سوئیفت                                                          | کوشاترین هنرمند سال                                            | نامزدشده  | [ ۴۷ ]          |
| انجمن موسیقی مستقل آمریکا                | ۲۰۱۴ | تیلور سوئیفت                                                          | کوشاترین هنرمند سال                                            | نامزدشده  | [ ۴۸ ]          |
| انجمن موسیقی مستقل آمریکا                | ۲۰۱۵ | ۱۹۸۹                                                                  | آلبوم سال                                                      | نامزدشده  | [ ۴۹ ]          |
| انجمن موسیقی مستقل آمریکا                | ۲۰۱۸ | اعتبار                                                                | جایزه تأثیر مستقل                                              | برنده     | [ ۵۰ ]          |
| جوایز موسیقی بی‌بی‌سی                      | ۲۰۱۴ | تیلور سوئیفت                                                          | هنرمند بین‌المللی سال                                           | نامزدشده  | [ ۵۱ ]          |
| جوایز موسیقی بی‌بی‌سی                      | ۲۰۱۵ | تیلور سوئیفت                                                          | هنرمند بین‌المللی سال                                           | برنده     | [ ۵۲ ]          |
| جوایز نوجوانان رادیو بی‌بی‌سی ۱            | ۲۰۱۶ | تیلور سوئیفت                                                          | سرگرم‌کننده‌ترین سلبریتی                                         | برنده     | [ ۵۳ ]          |
| جوایز نوجوانان رادیو بی‌بی‌سی ۱            | ۲۰۱۸ | تیلور سوئیفت                                                          | بهترین هنرمند بین‌المللی تکی                                    | نامزدشده  | [ ۵۴ ]          |
| جوایز نوجوانان رادیو بی‌بی‌سی ۱            | ۲۰۱۹ | تیلور سوئیفت                                                          | بهترین هنرمند بین‌المللی تکی                                    | نامزدشده  | [ ۵۵ ]          |
| جوایز موسیقی بیلبورد                     | ۲۰۰۹ | تیلور سوئیفت                                                          | هنرمند سال (زن)                                                | برنده     | [ ۵۶ ]          |
| جوایز موسیقی بیلبورد                     | ۲۰۱۱ | تیلور سوئیفت                                                          | بهترین هنرمند                                                  | نامزدشده  | [ ۵۷ ]          |
| جوایز موسیقی بیلبورد                     | ۲۰۱۱ | تیلور سوئیفت                                                          | بهترین هنرمند زن                                               | نامزدشده  | [ ۵۷ ]          |
| جوایز موسیقی بیلبورد                     | ۲۰۱۱ | تیلور سوئیفت                                                          | ۲۰۰ هنرمند برتر بیلبورد                                        | برنده     | [ ۵۷ ]          |
| جوایز موسیقی بیلبورد                     | ۲۰۱۱ | تیلور سوئیفت                                                          | بهترین هنرمند کانتری                                           | برنده     | [ ۵۷ ]          |
| جوایز موسیقی بیلبورد                     | ۲۰۱۱ | حالا صحبت کن                                                          | ۲۰۰ آلبوم برتر بیلبورد                                         | نامزدشده  | [ ۵۷ ]          |
| جوایز موسیقی بیلبورد                     | ۲۰۱۱ | حالا صحبت کن                                                          | بهترین آلبوم کانتری                                            | برنده     | [ ۵۷ ]          |
| جوایز موسیقی بیلبورد                     | ۲۰۱۱ | «مال من»                                                              | بهترین ترانه کانتری                                            | نامزدشده  | [ ۵۷ ]          |
| جوایز موسیقی بیلبورد                     | ۲۰۱۲ | تیلور سوئیفت                                                          | بهترین هنرمند تور                                              | نامزدشده  | [ ۵۸ ]          |
| جوایز موسیقی بیلبورد                     | ۲۰۱۲ | تیلور سوئیفت                                                          | بهترین هنرمند کانتری                                           | نامزدشده  | [ ۵۸ ]          |
| جوایز موسیقی بیلبورد                     | ۲۰۱۳ | تیلور سوئیفت                                                          | بهترین هنرمند                                                  | برنده     | [ ۵۹ ]          |
| جوایز موسیقی بیلبورد                     | ۲۰۱۳ | تیلور سوئیفت                                                          | بهترین هنرمند زن                                               | برنده     | [ ۵۹ ]          |
| جوایز موسیقی بیلبورد                     | ۲۰۱۳ | تیلور سوئیفت                                                          | ۲۰۰ هنرمند برتر بیلبورد                                        | برنده     | [ ۵۹ ]          |
| جوایز موسیقی بیلبورد                     | ۲۰۱۳ | تیلور سوئیفت                                                          | ۱۰۰ هنرمند داغ بیلبورد                                         | نامزدشده  | [ ۵۹ ]          |
| جوایز موسیقی بیلبورد                     | ۲۰۱۳ | تیلور سوئیفت                                                          | جایزه مایل‌استون بیلبورد                                        | نامزدشده  | [ ۵۹ ]          |
| جوایز موسیقی بیلبورد                     | ۲۰۱۳ | تیلور سوئیفت                                                          | بهترین هنرمند کانتری                                           | برنده     | [ ۵۹ ]          |
| جوایز موسیقی بیلبورد                     | ۲۰۱۳ | تیلور سوئیفت                                                          | بهترین هنرمند اجتماعی                                          | نامزدشده  | [ ۵۹ ]          |
| جوایز موسیقی بیلبورد                     | ۲۰۱۳ | تیلور سوئیفت                                                          | بهترین هنرمند آهنگ‌های دیجیتال                                  | برنده     | [ ۵۹ ]          |
| جوایز موسیقی بیلبورد                     | ۲۰۱۳ | سرخ                                                                   | ۲۰۰ آلبوم برتر بیلبورد                                         | برنده     | [ ۵۹ ]          |
| جوایز موسیقی بیلبورد                     | ۲۰۱۳ | سرخ                                                                   | بهترین آلبوم کانتری                                            | برنده     | [ ۵۹ ]          |
| جوایز موسیقی بیلبورد                     | ۲۰۱۳ | «ما هرگز به یکدیگر بازنمی‌گردیم»                                       | بهترین آهنگ استریم‌شده (ویدئو)                                  | نامزدشده  | [ ۵۹ ]          |
| جوایز موسیقی بیلبورد                     | ۲۰۱۳ | «ما هرگز به یکدیگر بازنمی‌گردیم»                                       | بهترین ترانه کانتری                                            | برنده     | [ ۵۹ ]          |
| جوایز موسیقی بیلبورد                     | ۲۰۱۴ | تیلور سوئیفت                                                          | بهترین هنرمند اجتماعی                                          | نامزدشده  | [ ۶۰ ]          |
| جوایز موسیقی بیلبورد                     | ۲۰۱۴ | تیلور سوئیفت                                                          | بهترین هنرمند کانتری                                           | نامزدشده  | [ ۶۰ ]          |
| جوایز موسیقی بیلبورد                     | ۲۰۱۵ | تیلور سوئیفت                                                          | بهترین هنرمند                                                  | برنده     | [ ۶۱ ]          |
| جوایز موسیقی بیلبورد                     | ۲۰۱۵ | تیلور سوئیفت                                                          | بهترین هنرمند زن                                               | برنده     | [ ۶۱ ]          |
| جوایز موسیقی بیلبورد                     | ۲۰۱۵ | تیلور سوئیفت                                                          | ۲۰۰ هنرمند برتر بیلبورد                                        | برنده     | [ ۶۱ ]          |
| جوایز موسیقی بیلبورد                     | ۲۰۱۵ | تیلور سوئیفت                                                          | ۱۰۰ هنرمند راغ بیلبورد                                         | برنده     | [ ۶۱ ]          |
| جوایز موسیقی بیلبورد                     | ۲۰۱۵ | تیلور سوئیفت                                                          | بهترین هنرمند آهنگ‌های رادیویی                                  | نامزدشده  | [ ۶۱ ]          |
| جوایز موسیقی بیلبورد                     | ۲۰۱۵ | تیلور سوئیفت                                                          | بهترین هنرمند آهنگ‌های دیجیتال                                  | برنده     | [ ۶۱ ]          |
| جوایز موسیقی بیلبورد                     | ۲۰۱۵ | تیلور سوئیفت                                                          | بهترین هنرمند استریم‌شده                                        | نامزدشده  | [ ۶۱ ]          |
| جوایز موسیقی بیلبورد                     | ۲۰۱۵ | تیلور سوئیفت                                                          | بهترین هنرمند اجتماعی                                          | نامزدشده  | [ ۶۱ ]          |
| جوایز موسیقی بیلبورد                     | ۲۰۱۵ | تیلور سوئیفت                                                          | جایزه نمودار موفقیت بیلبورد (رای طرفداران)                     | برنده     | [ ۶۱ ]          |
| جوایز موسیقی بیلبورد                     | ۲۰۱۵ | ۱۹۸۹                                                                  | ۲۰۰ آلبوم برتر بیلبورد                                         | برنده     | [ ۶۱ ]          |
| جوایز موسیقی بیلبورد                     | ۲۰۱۵ | «از ذهنم پاکش کنم»                                                    | ۱۰۰ آهنگ داغ بیلبورد                                           | نامزدشده  | [ ۶۱ ]          |
| جوایز موسیقی بیلبورد                     | ۲۰۱۵ | «از ذهنم پاکش کنم»                                                    | بهترین آهنگ دیجیتال                                            | نامزدشده  | [ ۶۱ ]          |
| جوایز موسیقی بیلبورد                     | ۲۰۱۵ | «از ذهنم پاکش کنم»                                                    | بهترین آهنگ استریم‌شده (ویدئو)                                  | برنده     | [ ۶۱ ]          |
| جوایز موسیقی بیلبورد                     | ۲۰۱۵ | «فضای خالی»                                                           | بهترین آهنگ استریم‌شده (ویدئو)                                  | نامزدشده  | [ ۶۱ ]          |
| جوایز موسیقی بیلبورد                     | ۲۰۱۶ | تیلور سوئیفت                                                          | بهترین هنرمند                                                  | نامزدشده  | [ ۶۲ ] [ ۶۳ ]   |
| جوایز موسیقی بیلبورد                     | ۲۰۱۶ | تیلور سوئیفت                                                          | بهترین هنرمند زن                                               | نامزدشده  | [ ۶۲ ] [ ۶۳ ]   |
| جوایز موسیقی بیلبورد                     | ۲۰۱۶ | تیلور سوئیفت                                                          | ۲۰۰ هنرمند برتر بیلبورد                                        | نامزدشده  | [ ۶۲ ] [ ۶۳ ]   |
| جوایز موسیقی بیلبورد                     | ۲۰۱۶ | تیلور سوئیفت                                                          | ۱۰۰ هنرمند برتر بیلبورد                                        | نامزدشده  | [ ۶۲ ] [ ۶۳ ]   |
| جوایز موسیقی بیلبورد                     | ۲۰۱۶ | تیلور سوئیفت                                                          | بهترین هنرمند آهنگ‌های رادیویی                                  | نامزدشده  | [ ۶۲ ] [ ۶۳ ]   |
| جوایز موسیقی بیلبورد                     | ۲۰۱۶ | تیلور سوئیفت                                                          | بهترین هنرمند اجتماعی                                          | نامزدشده  | [ ۶۲ ] [ ۶۳ ]   |
| جوایز موسیقی بیلبورد                     | ۲۰۱۶ | تیلور سوئیفت                                                          | بهترین هنرمند تور                                              | برنده     | [ ۶۲ ] [ ۶۳ ]   |
| جوایز موسیقی بیلبورد                     | ۲۰۱۶ | ۱۹۸۹                                                                  | ۲۰۰ آلبوم برتر بیلبورد                                         | نامزدشده  | [ ۶۲ ] [ ۶۳ ]   |
| جوایز موسیقی بیلبورد                     | ۲۰۱۸ | تیلور سوئیفت                                                          | بهترین هنرمند                                                  | نامزدشده  | [ ۶۴ ]          |
| جوایز موسیقی بیلبورد                     | ۲۰۱۸ | تیلور سوئیفت                                                          | بهترین هنرمند زن                                               | برنده     | [ ۶۴ ]          |
| جوایز موسیقی بیلبورد                     | ۲۰۱۸ | تیلور سوئیفت                                                          | ۲۰۰ هنرمند برتر بیلبورد                                        | نامزدشده  | [ ۶۴ ]          |
| جوایز موسیقی بیلبورد                     | ۲۰۱۸ | اعتبار                                                                | ۲۰۰ آلبوم برتر بیلبورد                                         | نامزدشده  | [ ۶۴ ]          |
| جوایز موسیقی بیلبورد                     | ۲۰۱۸ | اعتبار                                                                | پرفروش‌ترین آلبوم                                               | برنده     | [ ۶۴ ]          |
| جوایز موسیقی بیلبورد                     | ۲۰۱۹ | تیلور سوئیفت                                                          | بهترین هنرمند زن                                               | نامزدشده  | [ ۶۵ ]          |
| جوایز موسیقی بیلبورد                     | ۲۰۱۹ | تیلور سوئیفت                                                          | بهترین هنرمند تور                                              | نامزدشده  | [ ۶۵ ]          |
| جوایز موسیقی زنده بیلبورد (تور)          | ۲۰۱۰ | تور بی‌باک                                                             | بهترین دسته‌بندی                                                | برنده     | [ ۶۶ ]          |
| جوایز موسیقی زنده بیلبورد (تور)          | ۲۰۱۰ | تیلور سوئیفت                                                          | جایزه منتخب طرفداران تصادفی                                    | نامزدشده  | [ ۶۷ ]          |
| جوایز موسیقی زنده بیلبورد (تور)          | ۲۰۱۱ | تور جهانی حالا صحبت کن                                                | جایزه بازاریابی و تبلیغ کنسرت                                  | برنده     | [ ۶۸ ]          |
| جوایز موسیقی زنده بیلبورد (تور)          | ۲۰۱۱ | تور جهانی حالا صحبت کن                                                | بهترین دسته‌بندی                                                | نامزدشده  | [ ۶۸ ]          |
| جوایز موسیقی زنده بیلبورد (تور)          | ۲۰۱۱ | تور جهانی حالا صحبت کن                                                | جایزه منتخب طرفداران تصادفی                                    | نامزدشده  | [ ۶۸ ]          |
| جوایز موسیقی زنده بیلبورد (تور)          | ۲۰۱۲ | تیلور سوئیفت                                                          | بهترین دسته‌بندی                                                | نامزدشده  | [ ۶۹ ]          |
| جوایز موسیقی زنده بیلبورد (تور)          | ۲۰۱۲ | تیلور سوئیفت                                                          | جایزه منتخب طرفداران تصادفی                                    | نامزدشده  | [ ۶۹ ]          |
| جوایز موسیقی زنده بیلبورد (تور)          | ۲۰۱۳ | تور سرخ                                                               | بهترین دسته‌بندی                                                | برنده     | [ ۷۰ ]          |
| جوایز موسیقی زنده بیلبورد (تور)          | ۲۰۱۳ | تور سرخ                                                               | بهترین بازاریابی و تبلیغ کنسرت                                 | نامزدشده  | [ ۷۰ ]          |
| جوایز موسیقی زنده بیلبورد (تور)          | ۲۰۱۳ | تیلور سوئیفت                                                          | جایزه منتخب طرفداران تصادفی                                    | نامزدشده  | [ ۷۰ ]          |
| جوایز موسیقی زنده بیلبورد (تور)          | ۲۰۱۵ | تور جهانی ۱۹۸۹                                                        | بهترین تور                                                     | نامزدشده  | [ ۷۱ ]          |
| جوایز موسیقی زنده بیلبورد (تور)          | ۲۰۱۵ | تیلور سوئیفت                                                          | بهترین طراحی                                                   | نامزدشده  | [ ۷۱ ]          |
| جوایز موسیقی زنده بیلبورد (تور)          | ۲۰۱۸ | تور استادیومی اعتبار                                                  | بهترین تور                                                     | نامزدشده  | [ ۷۲ ]          |
| جوایز موسیقی زنده بیلبورد (تور)          | ۲۰۱۸ | تور استادیومی اعتبار                                                  | بهترین تور ایالات متحده                                        | برنده     | [ ۷۲ ]          |
| جوایز موسیقی زنده بیلبورد (تور)          | ۲۰۱۸ | تور استادیومی اعتبار تیلور سوئیفت: استادیوم مت‌لایف (۲۰–۲۲ ژوئیه ۲۰۱۸) | بهترین باکس‌اسکور                                               | نامزدشده  | [ ۷۲ ]          |
| جوایز موسیقی زنده بیلبورد (تور)          | ۲۰۱۸ | تیلور سوئیفت                                                          | بهترین طراحی                                                   | نامزدشده  | [ ۷۲ ]          |
| جوایز موسیقی زنده بیلبورد (تور)          | ۲۰۱۹ | تیلور سوئیفت ایکس فوجی‌فیلم برای تور استادیومی اعتبار                  | بهترین بازاریابی و تبلیغ کنسرت                                 | نامزدشده  | [ ۷۳ ]          |
| بیلبورد زنان در موسیقی                   | ۲۰۱۱ | تیلور سوئیفت                                                          | زن سال                                                         | برنده     | [ ۷۴ ]          |
| بیلبورد زنان در موسیقی                   | ۲۰۱۴ | تیلور سوئیفت                                                          | زن سال                                                         | برنده     | [ ۷۵ ]          |
| بیلبورد زنان در موسیقی                   | ۲۰۱۹ | تیلور سوئیفت                                                          | زن دهه                                                         | برنده     | [ ۱۰ ]          |
| جوایز کانتری بی‌ام‌آی                      | ۲۰۰۷ | «تیم مک‌گرا»                                                           | آهنگ‌های برنده جایزه                                            | برنده     | [ ۷۶ ]          |
| جوایز کانتری بی‌ام‌آی                      | ۲۰۰۸ | «آهنگ ما»                                                             | آهنگ‌های برنده جایزه                                            | برنده     | [ ۷۷ ]          |
| جوایز کانتری بی‌ام‌آی                      | ۲۰۰۸ | «اشک‌ها بر روی گیتارم»                                                 | آهنگ‌های برنده جایزه                                            | برنده     | [ ۷۷ ]          |
| جوایز کانتری بی‌ام‌آی                      | ۲۰۰۸ | «اشک‌ها بر روی گیتارم»                                                 | آهنگ سال                                                       | برنده     | [ ۷۷ ]          |
| جوایز کانتری بی‌ام‌آی                      | ۲۰۰۹ | «داستان عشق»                                                          | آهنگ سال                                                       | برنده     | [ ۷۸ ]          |
| جوایز کانتری بی‌ام‌آی                      | ۲۰۰۹ | «داستان عشق»                                                          | آهنگ‌های برنده جایزه                                            | برنده     | [ ۷۸ ]          |
| جوایز کانتری بی‌ام‌آی                      | ۲۰۰۹ | «تصویر سوزاندنی»                                                      | آهنگ‌های برنده جایزه                                            | برنده     | [ ۷۸ ]          |
| جوایز کانتری بی‌ام‌آی                      | ۲۰۰۹ | «باید نه می‌گفتی»                                                      | آهنگ‌های برنده جایزه                                            | برنده     | [ ۷۸ ]          |
| جوایز کانتری بی‌ام‌آی                      | ۲۰۱۰ | تیلور سوئیفت                                                          | ترانه‌سرای سال                                                  | برنده     | [ ۷۹ ]          |
| جوایز کانتری بی‌ام‌آی                      | ۲۰۱۰ | «تو مال منی»                                                          | آهنگ سال                                                       | برنده     | [ ۷۹ ]          |
| جوایز کانتری بی‌ام‌آی                      | ۲۰۱۰ | «پانزده»                                                              | آهنگ‌های برنده جایزه                                            | برنده     | [ ۷۹ ]          |
| جوایز کانتری بی‌ام‌آی                      | ۲۰۱۰ | «بهترین روزها در زندگی تو»                                            | آهنگ‌های برنده جایزه                                            | برنده     | [ ۷۹ ]          |
| جوایز کانتری بی‌ام‌آی                      | ۲۰۱۰ | «اسب سفید»                                                            | آهنگ‌های برنده جایزه                                            | برنده     | [ ۷۹ ]          |
| جوایز کانتری بی‌ام‌آی                      | ۲۰۱۰ | «تو مال منی»                                                          | آهنگ‌های برنده جایزه                                            | برنده     | [ ۷۹ ]          |
| جوایز کانتری بی‌ام‌آی                      | ۲۰۱۱ | «بازگشت به دسامبر»                                                    | آهنگ‌های برنده جایزه                                            | برنده     | [ ۸۰ ]          |
| جوایز کانتری بی‌ام‌آی                      | ۲۰۱۱ | «بی‌باک»                                                               | آهنگ‌های برنده جایزه                                            | برنده     | [ ۸۰ ]          |
| جوایز کانتری بی‌ام‌آی                      | ۲۰۱۱ | «مال من»                                                              | آهنگ‌های برنده جایزه                                            | برنده     | [ ۸۰ ]          |
| جوایز کانتری بی‌ام‌آی                      | ۲۰۱۲ | «بدجنس»                                                               | ۵۰ آهنگ برتر                                                   | برنده     | [ ۸۱ ]          |
| جوایز کانتری بی‌ام‌آی                      | ۲۰۱۲ | «پرواز جرقه‌ها»                                                        | ۵۰ آهنگ برتر                                                   | برنده     | [ ۸۱ ]          |
| جوایز کانتری بی‌ام‌آی                      | ۲۰۱۳ | «آغاز دوباره»                                                         | ۵۰ آهنگ برتر                                                   | برنده     | [ ۸۲ ]          |
| جوایز کانتری بی‌ام‌آی                      | ۲۰۱۳ | «مال ما»                                                              | ۵۰ آهنگ برتر                                                   | برنده     | [ ۸۲ ]          |
| جوایز کانتری بی‌ام‌آی                      | ۲۰۱۴ | «بزرگ‌راه اهمیت نمی‌دهد» (به همراهی تیم مک‌گرا و کیث اربن)               | ۵۰ آهنگ برتر                                                   | برنده     | [ ۸۳ ]          |
| جوایز کانتری بی‌ام‌آی                      | ۲۰۱۴ | «سرخ»                                                                 | ۵۰ آهنگ برتر                                                   | برنده     | [ ۸۳ ]          |
| جوایز کانتری بی‌ام‌آی                      | ۲۰۱۷ | «مرد بهتر»                                                            | ۵۰ آهنگ برتر                                                   | برنده     | [ ۸۴ ]          |
| جوایز لندن بی‌ام‌آی                        | ۲۰۱۴ | «همه چیز تغییر کرده‌است» (به همراهی اد شیرن)                           | آهنگ‌های برنده جایزه                                            | برنده     | [ ۸۵ ]          |
| جوایز لندن بی‌ام‌آی                        | ۲۰۱۸ | «نگاه کن مجبورم کردی چیکار کنم»                                       | جایزه پاپ                                                      | برنده     | [ ۸۶ ]          |
| جوایز لندن بی‌ام‌آی                        | ۲۰۱۹ | «آخر بازی» (به همراهی اد شیرن و فیوچر)                                | جایزه پاپ                                                      | برنده     | [ ۸۷ ]          |
| جوایز پاپ بی‌ام‌آی                         | ۲۰۰۹ | تیلور سوئیفت                                                          | جایزه رئیس بی‌ام‌آی                                              | برنده     | [ ۸۸ ]          |
| جوایز پاپ بی‌ام‌آی                         | ۲۰۰۹ | «اشک‌ها بر روی گیتارم»                                                 | آهنگ‌های برنده جایزه                                            | برنده     | [ ۸۸ ]          |
| جوایز پاپ بی‌ام‌آی                         | ۲۰۱۰ | «داستان عشق»                                                          | آهنگ سال                                                       | برنده     | [ ۸۹ ]          |
| جوایز پاپ بی‌ام‌آی                         | ۲۰۱۰ | «داستان عشق»                                                          | آهنگ‌های برنده جایزه                                            | برنده     | [ ۸۹ ]          |
| جوایز پاپ بی‌ام‌آی                         | ۲۰۱۰ | «تو مال منی»                                                          | آهنگ‌های برنده جایزه                                            | برنده     | [ ۸۹ ]          |
| جوایز پاپ بی‌ام‌آی                         | ۲۰۱۱ | «دو بهتر از یکی» (با بویز لایک گرلز)                                  | آهنگ‌های برنده جایزه                                            | برنده     | [ ۹۰ ]          |
| جوایز پاپ بی‌ام‌آی                         | ۲۰۱۱ | «تو مال منی» (دومین جایزه)                                            | آهنگ‌های برنده جایزه                                            | برنده     | [ ۹۰ ]          |
| جوایز پاپ بی‌ام‌آی                         | ۲۰۱۲ | «مال من»                                                              | آهنگ‌های برنده جایزه                                            | برنده     | [ ۹۱ ]          |
| جوایز پاپ بی‌ام‌آی                         | ۲۰۱۳ | «ما هرگز به یکدیگر بازنمی‌گردیم»                                       | آهنگ‌های برنده جایزه                                            | برنده     | [ ۹۲ ]          |
| جوایز پاپ بی‌ام‌آی                         | ۲۰۱۴ | «می‌دانستم تو مشکل‌سازی»                                                | آهنگ‌های برنده جایزه                                            | برنده     | [ ۹۳ ]          |
| جوایز پاپ بی‌ام‌آی                         | ۲۰۱۵ | تیلور سوئیفت                                                          | ترانه‌سرای سال                                                  | برنده     | [ ۹۴ ]          |
| جوایز پاپ بی‌ام‌آی                         | ۲۰۱۵ | «۲۲»                                                                  | آهنگ‌های برنده جایزه                                            | برنده     | [ ۹۴ ]          |
| جوایز پاپ بی‌ام‌آی                         | ۲۰۱۵ | «همه چیز تغییر کرده‌است»                                               | آهنگ‌های برنده جایزه                                            | برنده     | [ ۹۴ ]          |
| جوایز پاپ بی‌ام‌آی                         | ۲۰۱۵ | «از ذهنم پاکش کنم»                                                    | آهنگ‌های برنده جایزه                                            | برنده     | [ ۹۴ ]          |
| جوایز پاپ بی‌ام‌آی                         | ۲۰۱۶ | تیلور سوئیفت                                                          | جایزه تیلور سوئیفت                                             | برنده     | [ ۹۵ ]          |
| جوایز پاپ بی‌ام‌آی                         | ۲۰۱۶ | تیلور سوئیفت                                                          | ترانه‌سرای سال                                                  | برنده     | [ ۹۶ ]          |
| جوایز پاپ بی‌ام‌آی                         | ۲۰۱۶ | «کینه»                                                                | آهنگ‌های برنده جایزه                                            | برنده     | [ ۹۶ ]          |
| جوایز پاپ بی‌ام‌آی                         | ۲۰۱۶ | «فضای خالی»                                                           | آهنگ‌های برنده جایزه                                            | برنده     | [ ۹۶ ]          |
| جوایز پاپ بی‌ام‌آی                         | ۲۰۱۶ | «استایل»                                                              | آهنگ‌های برنده جایزه                                            | برنده     | [ ۹۶ ]          |
| جوایز پاپ بی‌ام‌آی                         | ۲۰۱۶ | «مهیج‌ترین رؤیاها»                                                     | آهنگ‌های برنده جایزه                                            | برنده     | [ ۹۶ ]          |
| جوایز پاپ بی‌ام‌آی                         | ۲۰۱۷ | «این چیزیه که واسش اومدی»                                             | آهنگ‌های برنده جایزه                                            | برنده     | [ ۹۷ ]          |
| جوایز پاپ بی‌ام‌آی                         | ۲۰۱۸ | «نمی‌خواهم تا ابد زنده باشم»                                           | آهنگ‌های برنده جایزه                                            | برنده     | [ ۹۸ ]          |
| جوایز پاپ بی‌ام‌آی                         | ۲۰۱۹ | «نگاه کن مجبورم کردی چیکار کنم»                                       | آهنگ‌های برنده جایزه                                            | برنده     | [ ۹۹ ]          |
| جوایز پاپ بی‌ام‌آی                         | ۲۰۱۹ | «... آماده‌ای؟»                                                        | آهنگ‌های برنده جایزه                                            | برنده     | [ ۹۹ ]          |
| جوایز پاپ بی‌ام‌آی                         | ۲۰۱۹ | «آخر بازی»                                                            | آهنگ‌های برنده جایزه                                            | برنده     | [ ۹۹ ]          |
| جوایز پاپ بی‌ام‌آی                         | ۲۰۱۹ | «طریف»                                                                | آهنگ‌های برنده جایزه                                            | برنده     | [ ۹۹ ]          |
| جوایز پاپ بی‌ام‌آی                         | ۲۰۱۹ | تیلور سوئیفت                                                          | ترانه‌سرای سال                                                  | برنده     | [ ۹۹ ]          |
| براوو اتو                                | ۲۰۱۲ | تیلور سوئیفت                                                          | خواننده زن فوق‌العاده (برنز)                                    | برنده     | [ ۱۰۰ ]         |
| براوو اتو                                | ۲۰۱۳ | تیلور سوئیفت و سلنا گومز                                              | دوستان فوق‌العاده برای همیشه (طلا)                              | برنده     | [ ۱۰۱ ]         |
| جوایز بریک‌تادو                           | ۲۰۱۷ | تیلور سوئیفت                                                          | هنرمند زن بین‌المللی                                            | برنده     | [ ۱۰۲ ]         |
| جوایز بریک‌تادو                           | ۲۰۱۷ | «نگاه کن مجبورم کردی چیکار کنم»                                       | بهترین ویدئو                                                   | نامزدشده  | [ ۱۰۲ ]         |
| جوایز بریک‌تادو                           | ۲۰۱۸ | «ظریف»                                                                | ویدئوی سال                                                     | نامزدشده  | [ ۱۰۳ ]         |
| جوایز بریک‌تادو                           | ۲۰۱۸ | تیلور سوئیفت                                                          | هنرمند زن بین‌المللی                                            | نامزدشده  | [ ۱۰۳ ]         |
| جوایز بریک‌تادو                           | ۲۰۱۸ | اعتبار                                                                | آلبوم سال                                                      | نامزدشده  | [ ۱۰۳ ]         |
| جوایز بریک‌تادو                           | ۲۰۱۸ | تور استادیومی اعتبار تیلور سوئیفت                                     | تور تابستان                                                    | نامزدشده  | [ ۱۰۳ ]         |
| جوایز بریک‌تادو                           | ۲۰۱۹ | تیلور سوئیفت                                                          | هنرمند زن بین‌المللی                                            | نامزدشده  | [ ۱۰۴ ]         |
| جوایز بریک‌تادو                           | ۲۰۱۹ | «تو باید آرام باشی»                                                   | کلیپ بین‌المللی سال                                             | نامزدشده  | [ ۱۰۴ ]         |
| جوایز بریک‌تادو                           | ۲۰۱۹ | «من!» (به همراهی برندن یوری)                                          | کلیپ پرسروصدای سال                                             | نامزدشده  | [ ۱۰۴ ]         |
| جوایز بریک‌تادو                           | ۲۰۲۰ | تیلور سوئیفت                                                          | طرفداران بین‌المللی                                             | نامزدشده  | [ ۱۰۵ ]         |
| جوایز بریت                               | ۲۰۱۰ | تیلور سوئیفت                                                          | هنرمند موفق بین‌المللی                                          | نامزدشده  | [ ۱۰۶ ]         |
| جوایز بریت                               | ۲۰۱۳ | تیلور سوئیفت                                                          | هنرمند زن تک بین‌المللی                                         | نامزدشده  | [ ۱۰۷ ]         |
| جوایز بریت                               | ۲۰۱۵ | تیلور سوئیفت                                                          | هنرمند زن تک بین‌المللی                                         | برنده     | [ ۱۰۸ ]         |
| جوایز بریت                               | ۲۰۱۸ | تیلور سوئیفت                                                          | هنرمند زن تک بین‌المللی                                         | نامزدشده  | [ ۱۰۹ ]         |
| جوایز بریت                               | ۲۰۱۸ | «نمی‌خواهم تا ابد زنده باشم» (با زین مالیک)                            | ویدئوی بریتانیایی سال                                          | نامزدشده  | [ ۱۰۹ ]         |
| انجمن موسیقی کانتری کانادا               | ۲۰۰۹ | بی‌باک                                                                 | پرفروش‌ترین آلبوم                                               | برنده     | [ ۱۱۰ ]         |
| انجمن موسیقی کانتری کانادا               | ۲۰۱۰ | بی‌باک                                                                 | پرفروش‌ترین آلبوم                                               | برنده     | [ ۱۱۰ ]         |
| انجمن موسیقی کانتری کانادا               | ۲۰۱۱ | حالا صحبت کن                                                          | پرفروش‌ترین آلبوم                                               | برنده     | [ ۱۱۰ ]         |
| انجمن موسیقی کانتری کانادا               | ۲۰۱۲ | تیلور سوئیفت                                                          | جایزه تولید                                                    | برنده     | [ ۱۱۱ ]         |
| انجمن موسیقی کانتری کانادا               | ۲۰۱۳ | سرخ                                                                   | پرفروش‌ترین آلبوم                                               | برنده     | [ ۱۱۰ ]         |
| جوایز موزیک ویدئوی کانال پنج تایلند      | ۲۰۰۹ | تیلور سوئیفت                                                          | هنرمند جدید مشهور                                              | برنده     | [ ۱۱۲ ]         |
| جوایز کلیو                               | ۲۰۱۶ | «تیلور سوئیفت دربرابر تردمیل» برای اپل میوزیک                         | جایزه برنز برای بهترین تبلیغات‌ها                               | برنده     | [ ۱۱۳ ]         |
| جوایز کلیو                               | ۲۰۱۶ | «تیلور سوئیفت دربرابر تردمیل» برای اپل میوزیک                         | جایزه نقره برای بهترین تبلیغات‌ها (بین مدت زمان ۳۰ تا ۶۰ ثانیه) | برنده     | [ ۱۱۴ ]         |
| جوایز انجمن موسیقی کانتری                | ۲۰۰۷ | تیلور سوئیفت                                                          | جایزه افق فکری                                                 | برنده     | [ ۱۱۵ ]         |
| جوایز انجمن موسیقی کانتری                | ۲۰۰۸ | تیلور سوئیفت                                                          | خواننده زن سال                                                 | نامزدشده  | [ ۱۱۵ ]         |
| جوایز انجمن موسیقی کانتری                | ۲۰۰۹ | تیلور سوئیفت                                                          | سرگرمی‌ساز سال                                                  | برنده     | [ ۱۱۵ ]         |
| جوایز انجمن موسیقی کانتری                | ۲۰۰۹ | تیلور سوئیفت                                                          | خواننده زن سال                                                 | برنده     | [ ۱۱۵ ]         |
| جوایز انجمن موسیقی کانتری                | ۲۰۰۹ | تیلور سوئیفت                                                          | جایزه دستاورد خواننده بین‌المللی                                | برنده     | [ ۱۱۶ ]         |
| جوایز انجمن موسیقی کانتری                | ۲۰۰۹ | بی‌باک                                                                 | آلبوم سال                                                      | برنده     | [ ۱۱۵ ]         |
| جوایز انجمن موسیقی کانتری                | ۲۰۰۹ | «داستان عشق»                                                          | موزیک ویدئوی سال                                               | برنده     | [ ۱۱۵ ]         |
| جوایز انجمن موسیقی کانتری                | ۲۰۱۰ | تیلور سوئیفت                                                          | خواننده زن سال                                                 | نامزدشده  | [ ۱۱۵ ]         |
| جوایز انجمن موسیقی کانتری                | ۲۰۱۱ | تیلور سوئیفت                                                          | سرگرمی‌ساز سال                                                  | برنده     | [ ۱۱۵ ]         |
| جوایز انجمن موسیقی کانتری                | ۲۰۱۱ | تیلور سوئیفت                                                          | خواننده زن سال                                                 | نامزدشده  | [ ۱۱۵ ]         |
| جوایز انجمن موسیقی کانتری                | ۲۰۱۱ | حالا صحبت کن                                                          | آلبوم سال                                                      | نامزدشده  | [ ۱۱۵ ]         |
| جوایز انجمن موسیقی کانتری                | ۲۰۱۱ | «بدجنس»                                                               | آهنگ سال                                                       | نامزدشده  | [ ۱۱۵ ]         |
| جوایز انجمن موسیقی کانتری                | ۲۰۱۱ | «بدجنس»                                                               | موزیک ویدئوی سال                                               | نامزدشده  | [ ۱۱۵ ]         |
| جوایز انجمن موسیقی کانتری                | ۲۰۱۲ | تیلور سوئیفت                                                          | سرگرمی‌ساز سال                                                  | نامزدشده  | [ ۱۱۵ ]         |
| جوایز انجمن موسیقی کانتری                | ۲۰۱۲ | تیلور سوئیفت                                                          | خواننده زن سال                                                 | نامزدشده  | [ ۱۱۵ ]         |
| جوایز انجمن موسیقی کانتری                | ۲۰۱۲ | «امن و امان» (به همراهی سیویل وارز)                                   | اتفاق موزیکال سال                                              | نامزدشده  | [ ۱۱۵ ]         |
| جوایز انجمن موسیقی کانتری                | ۲۰۱۳ | تیلور سوئیفت                                                          | جایزه اوج                                                      | برنده     | [ ۱۱۶ ] [ ۱۱۷ ] |
| جوایز انجمن موسیقی کانتری                | ۲۰۱۳ | تیلور سوئیفت                                                          | جایزه دستاورد خواننده بین‌المللی                                | برنده     | [ ۱۱۶ ] [ ۱۱۷ ] |
| جوایز انجمن موسیقی کانتری                | ۲۰۱۳ | تیلور سوئیفت                                                          | سرگرمی‌ساز سال                                                  | نامزدشده  | [ ۱۱۵ ]         |
| جوایز انجمن موسیقی کانتری                | ۲۰۱۳ | تیلور سوئیفت                                                          | خواننده زن سال                                                 | نامزدشده  | [ ۱۱۵ ]         |
| جوایز انجمن موسیقی کانتری                | ۲۰۱۳ | سرخ                                                                   | آلبوم سال                                                      | نامزدشده  | [ ۱۱۵ ]         |
| جوایز انجمن موسیقی کانتری                | ۲۰۱۳ | «بزرگ‌راه اهمیت نمی‌دهد» (به همراهی تیم مک‌گرا و کیث اربن)               | تک‌آهنگ سال                                                     | نامزدشده  | [ ۱۱۵ ]         |
| جوایز انجمن موسیقی کانتری                | ۲۰۱۳ | «بزرگ‌راه اهمیت نمی‌دهد» (به همراهی تیم مک‌گرا و کیث اربن)               | اتفاق موزیکال سال                                              | برنده     | [ ۱۱۵ ]         |
| جوایز انجمن موسیقی کانتری                | ۲۰۱۳ | «بزرگ‌راه اهمیت نمی‌دهد» (به همراهی تیم مک‌گرا و کیث اربن)               | موزیک ویدئوی سال                                               | برنده     | [ ۱۱۵ ]         |
| جوایز انجمن موسیقی کانتری                | ۲۰۱۴ | تیلور سوئیفت                                                          | خواننده زن سال                                                 | نامزدشده  | [ ۱۱۵ ]         |
| جوایز انجمن موسیقی کانتری                | ۲۰۱۷ | «مرد بهتر»                                                            | آهنگ سال                                                       | برنده     | [ ۱۱۸ ]         |
| جوایز انجمن موسیقی کانتری                | ۲۰۱۸ | «عزیزم»                                                               | موزیک ویدئوی سال                                               | نامزدشده  | [ ۱۱۹ ]         |
| جوایز موسیقی کانتری استرالیا             | ۲۰۱۴ | سرخ                                                                   | پرفروش‌ترین آلبوم بین‌المللی سال                                 | برنده     | [ ۱۲۰ ]         |
| جوایز موسیقی سی‌ام‌سی                      | ۲۰۱۱ | تیلور سوئیفت                                                          | هنرمند بین‌المللی سال                                           | برنده     | [ ۱۲۱ ]         |
| جوایز موسیقی سی‌ام‌سی                      | ۲۰۱۴ | تیلور سوئیفت                                                          | هنرمند بین‌المللی سال                                           | برنده     | [ ۱۲۲ ]         |
| جوایز موسیقی سی‌ام‌سی                      | ۲۰۱۴ | «بزرگ‌راه اهمیت نمی‌دهد»                                                | ویدئوی بین‌المللی سال                                           | برنده     | [ ۱۲۲ ]         |
| جوایز موسیقی سی‌ام‌تی                      | ۲۰۰۷ | «تیم مک‌گرا»                                                           | ویدئوی موفق سال                                                | برنده     | [ ۱۲۳ ]         |
| جوایز موسیقی سی‌ام‌تی                      | ۲۰۰۸ | «آهنگ ما»                                                             | ویدئوی زن سال                                                  | برنده     | [ ۱۲۴ ]         |
| جوایز موسیقی سی‌ام‌تی                      | ۲۰۰۸ | «آهنگ ما»                                                             | ویدئوی سال                                                     | برنده     | [ ۱۲۴ ]         |
| جوایز موسیقی سی‌ام‌تی                      | ۲۰۰۹ | «داستان عشق»                                                          | ویدئوی سال                                                     | برنده     | [ ۱۲۵ ]         |
| جوایز موسیقی سی‌ام‌تی                      | ۲۰۰۹ | «داستان عشق»                                                          | ویدئوی زن سال                                                  | برنده     | [ ۱۲۵ ]         |
| جوایز موسیقی سی‌ام‌تی                      | ۲۰۰۹ | «عکس» (با دف لپارد)                                                   | ویدئوی کاملاً باز کانتری سال                                    | نامزدشده  | [ ۱۲۵ ]         |
| جوایز موسیقی سی‌ام‌تی                      | ۲۰۰۹ | «عکس» (با دف لپارد)                                                   | اجرای سی‌ام‌تی سال                                               | نامزدشده  | [ ۱۲۵ ]         |
| جوایز موسیقی سی‌ام‌تی                      | ۲۰۱۰ | «تو مال منی»                                                          | ویدئوی سال                                                     | نامزدشده  | [ ۱۲۶ ]         |
| جوایز موسیقی سی‌ام‌تی                      | ۲۰۱۰ | «تو مال منی»                                                          | ویدئوی زن سال                                                  | نامزدشده  | [ ۱۲۶ ]         |
| جوایز موسیقی سی‌ام‌تی                      | ۲۰۱۰ | «بهترین روزها در زندگی تو» (با کیلی پکلر)                             | ویدئوی همکاری‌شده سال                                           | نامزدشده  | [ ۱۲۶ ]         |
| جوایز موسیقی سی‌ام‌تی                      | ۲۰۱۱ | «مال من»                                                              | ویدئوی سال                                                     | برنده     | [ ۱۲۷ ]         |
| جوایز موسیقی سی‌ام‌تی                      | ۲۰۱۱ | «مال من»                                                              | ویدئوی زن سال                                                  | نامزدشده  | [ ۱۲۷ ]         |
| جوایز موسیقی سی‌ام‌تی                      | ۲۰۱۱ | «مال من»                                                              | بهترین ویدئو وب سال                                            | نامزدشده  | [ ۱۲۷ ]         |
| جوایز موسیقی سی‌ام‌تی                      | ۲۰۱۲ | «امن و امان» (به همراهی سیویل وارز)                                   | ویدئوی سال                                                     | نامزدشده  | [ ۱۲۸ ]         |
| جوایز موسیقی سی‌ام‌تی                      | ۲۰۱۲ | «امن و امان» (به همراهی سیویل وارز)                                   | ویدئوی همکاری‌شده سال                                           | نامزدشده  | [ ۱۲۸ ]         |
| جوایز موسیقی سی‌ام‌تی                      | ۲۰۱۲ | «مال ما»                                                              | ویدئوی زن سال                                                  | نامزدشده  | [ ۱۲۸ ]         |
| جوایز موسیقی سی‌ام‌تی                      | ۲۰۱۳ | «آغاز دوباره»                                                         | ویدئوی زن سال                                                  | نامزدشده  | [ ۱۲۹ ]         |
| جوایز موسیقی سی‌ام‌تی                      | ۲۰۱۳ | «ما هرگز به یکدیگر بازنمی‌گردیم»                                       | ویدئوی سال                                                     | نامزدشده  | [ ۱۲۹ ]         |
| جوایز موسیقی سی‌ام‌تی                      | ۲۰۱۴ | «بزرگ‌راه اهمیت نمی‌دهد» (به همراهی تیم مک‌گرا و کیث اربن)               | ویدئوی همکاری‌شده سال                                           | نامزدشده  | [ ۱۳۰ ]         |
| جوایز موسیقی سی‌ام‌تی                      | ۲۰۱۴ | «بزرگ‌راه اهمیت نمی‌دهد» (به همراهی تیم مک‌گرا و کیث اربن)               | ویدئوی سال                                                     | نامزدشده  | [ ۱۳۰ ]         |
| جوایز موسیقی سی‌ام‌تی                      | ۲۰۱۴ | «سرخ»                                                                 | ویدئوی سال                                                     | نامزدشده  | [ ۱۳۰ ]         |
| جوایز موسیقی سی‌ام‌تی                      | ۲۰۱۴ | «سرخ»                                                                 | ویدئوی زن سال                                                  | نامزدشده  | [ ۱۳۰ ]         |
| جوایز موسیقی سی‌ام‌تی                      | ۲۰۱۹ | «عزیزم»                                                               | ویدئوی دوتایی سال                                              | نامزدشده  | [ ۱۳۱ ]         |
| جوایز موسیقی سی‌ام‌تی                      | ۲۰۱۹ | «عزیزم»                                                               | ویدئوی همکاری‌شده سال                                           | نامزدشده  | [ ۱۳۱ ]         |
| جوایز دو سام‌تینگ                         | ۲۰۱۱ | تیلور سوئیفت                                                          | جایزه دو سام‌تینگ                                               | برنده     | [ ۱۳۲ ]         |
| جوایز دو سام‌تینگ                         | ۲۰۱۲ | تیلور سوئیفت                                                          | دو سام‌تینگ موزیک                                               | نامزدشده  | [ ۱۳۳ ]         |
| جوایز دو سام‌تینگ                         | ۲۰۱۲ | تیلور سوئیفت                                                          | دو سام‌تینگ فیس‌بوک                                              | نامزدشده  | [ ۱۳۳ ]         |
| جوایز اکو                                | ۲۰۱۵ | ۱۹۸۹                                                                  | آلبوم بین‌المللی سال                                            | نامزدشده  | [ ۱۳۴ ]         |
| جوایز اکو                                | ۲۰۱۸ | تیلور سوئیفت                                                          | هنرمند زن بین‌المللی پاپ/راک                                    | نامزدشده  | [ ۱۳۵ ]         |
| جوایز استایل ال                          | ۲۰۱۵ | تیلور سوئیفت                                                          | زن سال                                                         | برنده     | [ ۱۳۶ ]         |
| جوایز فی‌فی                               | ۲۰۱۲ | واندراستراک                                                           | عطر سال: لوکس زنان                                             | نامزدشده  | [ ۱۳۷ ]         |
| جوایز فی‌فی                               | ۲۰۱۳ | واندراستراک اینچانتد                                                  | عطر سلبریتی سال                                                | برنده     | [ ۱۳۸ ]         |
| جوایز فی‌فی                               | ۲۰۱۵ | چیزهای باورنکردنی                                                     | عطر سال: پرطرفدار زنان                                         | برنده     | [ ۱۳۹ ]         |
| جوایز رسانه‌ای گلد                        | ۲۰۲۰ | تیلور سوئیفت                                                          | جایزه پیشتاز                                                   | برنده     | [ ۱۴۰ ]         |
| جوایز گلامور                             | ۲۰۱۴ | تیلور سوئیفت                                                          | هنرمند بین‌المللی تک                                            | برنده     | [ ۱۴۱ ]         |
| جوایز گلوبال                             | ۲۰۱۸ | تیلور سوئیفت                                                          | بهترین هنرمند زن                                               | نامزدشده  | [ ۱۴۲ ]         |
| جوایز گلوبال                             | ۲۰۲۰ | تیلور سوئیفت                                                          | بهترین هنرمند جذاب                                             | نامزدشده  | [ ۱۴۳ ]         |
| جوایز گلدن گلوب                          | ۲۰۱۳ | «امن و امان» (به همراهی سیویل وارز)                                   | بهترین ترانه غیراقتباسی                                        | نامزدشده  | [ ۱۴۴ ]         |
| جوایز گلدن گلوب                          | ۲۰۱۴ | «شیرین‌تر از داستان»                                                   | بهترین ترانه غیراقتباسی                                        | نامزدشده  | [ ۱۴۵ ]         |
| جوایز گلدن گلوب                          | ۲۰۲۰ | «اشباح زیبا»                                                          | بهترین ترانه غیراقتباسی                                        | نامزدشده  | [ ۱۴۶ ]         |
| جوایز گرمی                               | ۲۰۰۸ | تیلور سوئیفت                                                          | بهترین هنرمند جدید                                             | نامزدشده  | [ ۱۴۷ ]         |
| جوایز گرمی                               | ۲۰۱۰ | بی‌باک                                                                 | بهترین آلبوم سال                                               | برنده     | [ ۱۴۸ ]         |
| جوایز گرمی                               | ۲۰۱۰ | بی‌باک                                                                 | بهترین آلبوم کانتری                                            | برنده     | [ ۱۴۸ ]         |
| جوایز گرمی                               | ۲۰۱۰ | «تو مال منی»                                                          | ضبط سال                                                        | نامزدشده  | [ ۱۴۸ ]         |
| جوایز گرمی                               | ۲۰۱۰ | «تو مال منی»                                                          | ترانه سال                                                      | نامزدشده  | [ ۱۴۸ ]         |
| جوایز گرمی                               | ۲۰۱۰ | «تو مال منی»                                                          | بهترین اجرای آواز پاپ زن                                       | نامزدشده  | [ ۱۴۸ ]         |
| جوایز گرمی                               | ۲۰۱۰ | «اسب سفید»                                                            | بهترین اجرای آواز کانتری زن                                    | برنده     | [ ۱۴۸ ]         |
| جوایز گرمی                               | ۲۰۱۰ | «اسب سفید»                                                            | بهترین ترانه کانتری                                            | برنده     | [ ۱۴۸ ]         |
| جوایز گرمی                               | ۲۰۱۰ | «نفس بکش» (به همراهی کلبی کایلات)                                     | بهترین همکاری پاپ با آواز                                      | نامزدشده  | [ ۱۴۸ ]         |
| جوایز گرمی                               | ۲۰۱۲ | حالا صحبت کن                                                          | بهترین آلبوم کانتری                                            | نامزدشده  | [ ۱۴۹ ]         |
| جوایز گرمی                               | ۲۰۱۲ | «بدجنس»                                                               | بهترین اجرای کانتری تکی                                        | برنده     | [ ۱۴۹ ]         |
| جوایز گرمی                               | ۲۰۱۲ | «بدجنس»                                                               | بهترین ترانه کانتری                                            | برنده     | [ ۱۴۹ ]         |
| جوایز گرمی                               | ۲۰۱۳ | «می‌دانستم تو مشکل‌سازی»                                                | ضبط سال                                                        | نامزدشده  | [ ۱۵۰ ]         |
| جوایز گرمی                               | ۲۰۱۳ | «امن و امان» (به همراهی سیویل وارز)                                   | بهترین اجرای کانتری دونفره/گروهی                               | نامزدشده  | [ ۱۵۰ ]         |
| جوایز گرمی                               | ۲۰۱۳ | «امن و امان» (به همراهی سیویل وارز)                                   | بهترین ترانه نوشته‌شده برای رسانه ویژوال                        | برنده     | [ ۱۵۰ ]         |
| جوایز گرمی                               | ۲۰۱۴ | سرخ                                                                   | آلبوم سال                                                      | نامزدشده  | [ ۱۵۱ ]         |
| جوایز گرمی                               | ۲۰۱۴ | سرخ                                                                   | بهترین آلبوم کانتری                                            | نامزدشده  | [ ۱۵۱ ]         |
| جوایز گرمی                               | ۲۰۱۴ | «آغاز دوباره»                                                         | بهترین ترانه کانتری                                            | نامزدشده  | [ ۱۵۱ ]         |
| جوایز گرمی                               | ۲۰۱۴ | «بزرگ‌راه اهمیت نمی‌دهد» (به همراهی تیم مک‌گرا و کیث اربن)               | بهترین اجرای کانتری دونفره/گروهی                               | نامزدشده  | [ ۱۵۱ ]         |
| جوایز گرمی                               | ۲۰۱۵ | «از ذهنم پاکش کنم»                                                    | ضبط سال                                                        | نامزدشده  | [ ۱۵۲ ]         |
| جوایز گرمی                               | ۲۰۱۵ | «از ذهنم پاکش کنم»                                                    | ترانه سال                                                      | نامزدشده  | [ ۱۵۲ ]         |
| جوایز گرمی                               | ۲۰۱۵ | «از ذهنم پاکش کنم»                                                    | بهترین اجرای پاپ تک‌نفره                                        | نامزدشده  | [ ۱۵۲ ]         |
| جوایز گرمی                               | ۲۰۱۶ | ۱۹۸۹                                                                  | آلبوم سال                                                      | برنده     | [ ۱۵۳ ]         |
| جوایز گرمی                               | ۲۰۱۶ | ۱۹۸۹                                                                  | بهترین آلبوم آواز پاپ                                          | برنده     | [ ۱۵۳ ]         |
| جوایز گرمی                               | ۲۰۱۶ | «فضای خالی»                                                           | ضبط سال                                                        | نامزدشده  | [ ۱۵۳ ]         |
| جوایز گرمی                               | ۲۰۱۶ | «فضای خالی»                                                           | ترانه سال                                                      | نامزدشده  | [ ۱۵۳ ]         |
| جوایز گرمی                               | ۲۰۱۶ | «فضای خالی»                                                           | بهترین اجرای پاپ تک‌نفره                                        | نامزدشده  | [ ۱۵۳ ]         |
| جوایز گرمی                               | ۲۰۱۶ | «کینه» (به همراهی کندریک لامار)                                       | بهترین اجرای پاپ دونفره/گروهی                                  | نامزدشده  | [ ۱۵۳ ]         |
| جوایز گرمی                               | ۲۰۱۶ | «کینه» (به همراهی کندریک لامار)                                       | بهترین موزیک ویدئو                                             | برنده     | [ ۱۵۳ ]         |
| جوایز گرمی                               | ۲۰۱۸ | «مرد بهتر»                                                            | بهترین ترانه کانتری                                            | نامزدشده  | [ ۱۵۴ ]         |
| جوایز گرمی                               | ۲۰۱۸ | «نمی‌خواهم تا ابد زنده باشم»                                           | بهترین ترانه نوشته‌شده برای رسانه ویژوال                        | نامزدشده  | [ ۱۵۴ ]         |
| جوایز گرمی                               | ۲۰۱۹ | اعتبار                                                                | بهترین آلبوم آواز پاپ                                          | نامزدشده  | [ ۱۵۵ ]         |
| جوایز گرمی                               | ۲۰۲۰ | معشوق                                                                 | بهترین آلبوم آواز پاپ                                          | نامزدشده  | [ ۱۵۶ ]         |
| جوایز گرمی                               | ۲۰۲۰ | «معشوق»                                                               | ترانه سال                                                      | نامزدشده  | [ ۱۵۶ ]         |
| جوایز گرمی                               | ۲۰۲۰ | «تو باید آرام باشی»                                                   | بهترین اجرای پاپ تک‌نفره                                        | نامزدشده  | [ ۱۵۶ ]         |
| جوایز گرمی                               | ۲۰۲۱ | «اشباح زیبا»                                                          | بهترین ترانه نوشته‌شده برای رسانه‌های بصری                       | نامزدشده  | [ ۱۵۷ ]         |
| جوایز گرمی                               | ۲۰۲۱ | «کاردیگن»                                                             | ترانه سال                                                      | نامزدشده  | [ ۱۵۷ ]         |
| جوایز گرمی                               | ۲۰۲۱ | «کاردیگن»                                                             | بهترین اجرای انفرادی پاپ                                       | نامزدشده  | [ ۱۵۷ ]         |
| جوایز گرمی                               | ۲۰۲۱ | «تبعید» (با حضور بون ایور)                                            | بهترین اجرای دونفره/گروهی پاپ                                  | نامزدشده  | [ ۱۵۷ ]         |
| جوایز گرمی                               | ۲۰۲۱ | فولکلور                                                               | بهترین آلبوم آواز پاپ                                          | نامزدشده  | [ ۱۵۷ ]         |
| جوایز گرمی                               | ۲۰۲۱ | فولکلور                                                               | آلبوم سال                                                      | برنده     | [ ۱۵۷ ]         |
| جوایز گرمی                               | ۲۰۲۲ | اورمور                                                                | آلبوم سال                                                      | نامزدشده  | [ ۱۵۸ ]         |
| جوایز گرمی                               | ۲۰۲۳ | «شرط می‌بندم به من فکر می‌کنی»                                          | بهترین ترانه کانتری                                            | نامزدشده  | [ ۱۵۹ ]         |
| جوایز گرمی                               | ۲۰۲۳ | «کارولینا»                                                            | بهترین ترانه نوشته‌شده برای رسانه‌های بصری                       | نامزدشده  | [ ۱۵۹ ]         |
| جوایز گرمی                               | ۲۰۲۳ | همه‌اش خیلی خوب: فیلم کوتاه                                            | بهترین موزیک ویدئو                                             | برنده     | [ ۱۵۹ ]         |
| جوایز گرمی                               | ۲۰۲۳ | «همه‌اش خیلی خوب (نسخه ۱۰ دقیقه‌ای) (فیلم کوتاه)»                       | ترانه سال                                                      | نامزدشده  | [ ۱۵۹ ]         |
| جوایز گرمی                               | ۲۰۲۴ | «ضدقهرمان»                                                            | ترانه سال                                                      | نامزدشده  | [ ۱۶۰ ]         |
| جوایز گرمی                               | ۲۰۲۴ | «ضدقهرمان»                                                            | ضبط سال                                                        | نامزدشده  | [ ۱۶۰ ]         |
| جوایز گرمی                               | ۲۰۲۴ | «ضدقهرمان»                                                            | بهترین اجرای انفرادی پاپ                                       | نامزدشده  | [ ۱۶۰ ]         |
| جوایز گرمی                               | ۲۰۲۴ | «کارما» (با حضور آیس اسپایس)                                          | بهترین اجرای دو نفره/گروهی پاپ                                 | نامزدشده  | [ ۱۶۰ ]         |
| جوایز گرمی                               | ۲۰۲۴ | نیمه‌شب‌ها                                                              | آلبوم سال                                                      | برنده     | [ ۱۶۰ ]         |
| جوایز گرمی                               | ۲۰۲۴ | نیمه‌شب‌ها                                                              | بهترین آلبوم آواز پاپ                                          | برنده     | [ ۱۶۰ ]         |
| جوایز موسیقی هیتو                        | ۲۰۰۹ | «داستان عشق»                                                          | بهترین ترانه غربی                                              | برنده     | [ ۱۶۱ ]         |
| جوایز موسیقی هیتو                        | ۲۰۱۳ | «ما هرگز به یکدیگر بازنمی‌گردیم»                                       | بهترین ترانه غربی                                              | برنده     | [ ۱۶۲ ]         |
| جوایز موسیقی هیتو                        | ۲۰۱۵ | «از ذهنم پاکش کنم»                                                    | بهترین ترانه غربی                                              | برنده     | [ ۱۶۱ ]         |
| جوایز موسیقی هیتو                        | ۲۰۱۶ | «کینه» (با کندریک لامار)                                              | بهترین ترانه غربی                                              | برنده     | [ ۱۶۳ ]         |
| جوایز موسیقی هیتو                        | ۲۰۱۸ | «نگاه کن مجبورم کردی چیکار کنم»                                       | بهترین ترانه غربی                                              | برنده     | [ ۱۶۴ ]         |
| جوایز موسیقی هیتو                        | ۲۰۲۰ | «من!» (با برندن یوری)                                                 | بهترین ترانه غربی                                              | برنده     | [ ۱۶۵ ]         |
| آی‌اف‌پی‌آی هنرمند ضبط جهانی سال            | ۲۰۱۵ | تیلور سوئیفت                                                          | هنرمند ضبط جهانی ۲۰۱۴                                          | برنده     | [ ۱۶۶ ]         |
| آی‌اف‌پی‌آی هنرمند ضبط جهانی سال            | ۲۰۲۰ | تیلور سوئیفت                                                          | هنرمند ضبط جهانی ۲۰۱۹                                          | برنده     | [ ۱۶۷ ]         |
| جوایز موسیقی آی‌هارت‌رادیو                 | ۲۰۱۴ | تیلور سوئیفت                                                          | بهترین ارتش طرفدار                                             | نامزدشده  | [ ۱۶۸ ]         |
| جوایز موسیقی آی‌هارت‌رادیو                 | ۲۰۱۴ | «بزرگ‌راه اهمیت نمی‌دهد» (به همراهی تیم مک‌گرا و کیث اربن)               | ترانه کانتری سال                                               | نامزدشده  | [ ۱۶۸ ]         |
| جوایز موسیقی آی‌هارت‌رادیو                 | ۲۰۱۵ | تیلور سوئیفت                                                          | هنرمند سال                                                     | برنده     | [ ۱۶۹ ]         |
| جوایز موسیقی آی‌هارت‌رادیو                 | ۲۰۱۵ | تیلور سوئیفت                                                          | بهترین ارتش طرفدار                                             | نامزدشده  | [ ۱۶۹ ]         |
| جوایز موسیقی آی‌هارت‌رادیو                 | ۲۰۱۵ | «از ذهنم پاکش کنم»                                                    | ترانه سال                                                      | برنده     | [ ۱۶۹ ]         |
| جوایز موسیقی آی‌هارت‌رادیو                 | ۲۰۱۵ | «فضای خالی»                                                           | بهترین لیریک                                                   | برنده     | [ ۱۶۹ ]         |
| جوایز موسیقی آی‌هارت‌رادیو                 | ۲۰۱۶ | تیلور سوئیفت                                                          | هنرمند زن سال                                                  | برنده     | [ ۱۷۰ ]         |
| جوایز موسیقی آی‌هارت‌رادیو                 | ۲۰۱۶ | تور جهانی ۱۹۸۹                                                        | بهترین تور                                                     | برنده     | [ ۱۷۰ ]         |
| جوایز موسیقی آی‌هارت‌رادیو                 | ۲۰۱۶ | تیلور سوئیفت                                                          | بهترین ارتش طرفدار                                             | نامزدشده  | [ ۱۷۰ ]         |
| جوایز موسیقی آی‌هارت‌رادیو                 | ۲۰۱۶ | تیلور سوئیفت                                                          | خاطره‌انگیزترین لحظه                                            | برنده     | [ ۱۷۰ ]         |
| جوایز موسیقی آی‌هارت‌رادیو                 | ۲۰۱۶ | «فضای خالی»                                                           | ترانه سال                                                      | نامزدشده  | [ ۱۷۰ ]         |
| جوایز موسیقی آی‌هارت‌رادیو                 | ۲۰۱۶ | «کینه» (به همراهی کندریک لامار)                                       | بهترین همکاری                                                  | نامزدشده  | [ ۱۷۰ ]         |
| جوایز موسیقی آی‌هارت‌رادیو                 | ۲۰۱۶ | ۱۹۸۹                                                                  | آلبوم سال                                                      | برنده     | [ ۱۷۰ ]         |
| جوایز موسیقی آی‌هارت‌رادیو                 | ۲۰۱۸ | تیلور سوئیفت                                                          | هنرمند زن سال                                                  | برنده     | [ ۱۷۱ ]         |
| جوایز موسیقی آی‌هارت‌رادیو                 | ۲۰۱۸ | تیلور سوئیفت                                                          | بهترین ارتش طرفدار                                             | نامزدشده  | [ ۱۷۱ ]         |
| جوایز موسیقی آی‌هارت‌رادیو                 | ۲۰۱۸ | «نگاه کن مجبورم کردی چیکار کنم»                                       | بهترین لیریک                                                   | نامزدشده  | [ ۱۷۱ ]         |
| جوایز موسیقی آی‌هارت‌رادیو                 | ۲۰۱۸ | «نگاه کن مجبورم کردی چیکار کنم»                                       | بهترین موزیک ویدئو                                             | نامزدشده  | [ ۱۷۱ ]         |
| جوایز موسیقی آی‌هارت‌رادیو                 | ۲۰۱۸ | اولیویا بنسون                                                         | جذاب‌ترین حیوان‌خانگی موسیقی‌دان                                  | نامزدشده  | [ ۱۷۱ ]         |
| جوایز موسیقی آی‌هارت‌رادیو                 | ۲۰۱۸ | «نمی‌خواهم تا ابد زنده باشم» (با زین مالیک)                            | جایزه تیتانیوم                                                 | برنده     | [ ۱۷۲ ]         |
| جوایز موسیقی آی‌هارت‌رادیو                 | ۲۰۱۹ | تور استادیومی اعتبار تیلور سوئیفت                                     | تور سال                                                        | برنده     | [ ۱۷۳ ]         |
| جوایز موسیقی آی‌هارت‌رادیو                 | ۲۰۱۹ | تیلور سوئیفت                                                          | بهترین ارتش طرفدار                                             | نامزدشده  | [ ۱۷۴ ]         |
| جوایز موسیقی آی‌هارت‌رادیو                 | ۲۰۱۹ | «ظریف»                                                                | بهترین موزیک ویدئو                                             | برنده     | [ ۱۷۴ ]         |
| جوایز موسیقی آی‌هارت‌رادیو                 | ۲۰۱۹ | «ظریف»                                                                | جایزه تیتانیوم                                                 | برنده     | [ ۱۷۵ ]         |
| جوایز موسیقی آی‌هارت‌رادیو                 | ۲۰۲۰ | تیلور سوئیفت                                                          | هنرمند زن سال                                                  | در انتظار | [ ۱۷۶ ]         |
| جوایز موسیقی آی‌هارت‌رادیو                 | ۲۰۲۰ | تیلور سوئیفت                                                          | بهترین ارتش طرفدار                                             | در انتظار | [ ۱۷۶ ]         |
| جوایز موسیقی آی‌هارت‌رادیو                 | ۲۰۲۰ | «تو باید آرام باشی»                                                   | بهترین لیریک                                                   | در انتظار | [ ۱۷۶ ]         |
| جوایز موسیقی آی‌هارت‌رادیو                 | ۲۰۲۰ | «معشوق (ریمیکس)» (به همراهی شان مندز)                                 | بهترین ریمیکس                                                  | در انتظار | [ ۱۷۶ ]         |
| جوایز موسیقی آی‌هارت‌رادیو                 | ۲۰۲۰ | «من!» (به همراهی برندن یوری)                                          | بهترین موزیک ویدئو                                             | در انتظار | [ ۱۷۶ ]         |
| جوایز موسیقی آی‌هارت‌رادیو                 | ۲۰۲۰ | «نمی‌تونم جلوی عشق ورزیدن به تو رو بگیرم (کاور فیل کالینز)»            | بهترین کاور ترانه                                              | در انتظار | [ ۱۷۶ ]         |
| جوایز دیسک طلای ژاپن                     | ۲۰۱۵ | ۱۹۸۹                                                                  | آلبوم سال (وسترن)                                              | برنده     | [ ۱۷۷ ]         |
| جوایز دیسک طلای ژاپن                     | ۲۰۱۵ | ۱۹۸۹                                                                  | ۳ آلبوم برتر (وسترن)                                           | برنده     | [ ۱۷۷ ]         |
| جوایز دیسک طلای ژاپن                     | ۲۰۱۸ | اعتبار                                                                | ۳ آلبوم برتر (وسترن)                                           | برنده     | [ ۱۷۸ ]         |
| جوایز دیسک طلای ژاپن                     | ۲۰۱۹ | معشوق                                                                 | ۳ آلبوم برتر (وسترن)                                           | برنده     | [ ۱۷۹ ]         |
| جوایز دیسک طلای ژاپن                     | ۲۰۱۹ | معشوق                                                                 | آلبوم سال (وسترن)                                              | برنده     | [ ۱۷۹ ]         |
| جوایز جونو                               | ۲۰۱۰ | بی‌باک                                                                 | آلبوم بین‌المللی سال                                            | نامزدشده  | [ ۱۸۰ ]         |
| جوایز جونو                               | ۲۰۱۱ | حالا صحبت کن                                                          | آلبوم بین‌المللی سال                                            | نامزدشده  | [ ۱۸۱ ]         |
| جوایز جونو                               | ۲۰۱۳ | سرخ                                                                   | آلبوم بین‌المللی سال                                            | نامزدشده  | [ ۱۸۲ ]         |
| جوایز جونو                               | ۲۰۱۵ | ۱۹۸۹                                                                  | آلبوم بین‌المللی سال                                            | نامزدشده  | [ ۱۸۳ ]         |
| جوایز جونو                               | ۲۰۱۸ | اعتبار                                                                | آلبوم بین‌المللی سال                                            | نامزدشده  | [ ۱۸۴ ]         |
| ۴۰ جایزه برتر                            | ۲۰۱۲ | تیلور سوئیفت                                                          | بهترین هنرمند بین‌المللی                                        | برنده     | [ ۱۸۵ ]         |
| ۴۰ جایزه برتر                            | ۲۰۱۵ | تیلور سوئیفت                                                          | بهترین هنرمند بین‌المللی                                        | نامزدشده  | [ ۱۸۶ ]         |
| ۴۰ جایزه برتر                            | ۲۰۱۵ | «از ذهنم پاکش کنم»                                                    | بهترین موزیک ویدئوی بین‌المللی                                  | نامزدشده  | [ ۱۸۶ ]         |
| ۴۰ جایزه برتر                            | ۲۰۱۵ | ۱۹۸۹                                                                  | بهترین آلبوم بین‌المللی                                         | نامزدشده  | [ ۱۸۶ ]         |
| جوایز موسیقی مترو                        | ۲۰۱۰ | تیلور سوئیفت                                                          | بهترین زن بین‌المللی                                            | نامزدشده  | [ ۱۸۷ ]         |
| جوایز موسیقی ام‌تی‌وی اروپا                | ۲۰۰۹ | تیلور سوئیفت                                                          | بهترین اجرای جدید                                              | نامزدشده  | [ ۱۸۸ ]         |
| جوایز موسیقی ام‌تی‌وی اروپا                | ۲۰۱۲ | تیلور سوئیفت                                                          | بهترین زن                                                      | برنده     | [ ۱۸۹ ]         |
| جوایز موسیقی ام‌تی‌وی اروپا                | ۲۰۱۲ | تور جهانی حالا صحبت کن                                                | بهترین اجرای زنده                                              | برنده     | [ ۱۸۹ ]         |
| جوایز موسیقی ام‌تی‌وی اروپا                | ۲۰۱۲ | تیلور سوئیفت                                                          | بهترین جلو                                                     | برنده     | [ ۱۸۹ ]         |
| جوایز موسیقی ام‌تی‌وی اروپا                | ۲۰۱۲ | تیلور سوئیفت                                                          | بهترین پاپ                                                     | نامزدشده  | [ ۱۸۹ ]         |
| جوایز موسیقی ام‌تی‌وی اروپا                | ۲۰۱۲ | تیلور سوئیفت                                                          | بهترین اجرای صحنه جهانی                                        | نامزدشده  | [ ۱۸۹ ]         |
| جوایز موسیقی ام‌تی‌وی اروپا                | ۲۰۱۳ | تیلور سوئیفت                                                          | بهترین زن                                                      | نامزدشده  | [ ۱۹۰ ]         |
| جوایز موسیقی ام‌تی‌وی اروپا                | ۲۰۱۳ | تور سرخ                                                               | بهترین اجرای زنده                                              | نامزدشده  | [ ۱۹۰ ]         |
| جوایز موسیقی ام‌تی‌وی اروپا                | ۲۰۱۳ | تیلور سوئیفت                                                          | بهترین پاپ                                                     | نامزدشده  | [ ۱۹۰ ]         |
| جوایز موسیقی ام‌تی‌وی اروپا                | ۲۰۱۴ | تیلور سوئیفت                                                          | بهترین زن                                                      | نامزدشده  | [ ۱۹۱ ]         |
| جوایز موسیقی ام‌تی‌وی اروپا                | ۲۰۱۴ | تیلور سوئیفت                                                          | بهترین جلوه                                                    | نامزدشده  | [ ۱۹۱ ]         |
| جوایز موسیقی ام‌تی‌وی اروپا                | ۲۰۱۵ | «کینه» (به همراهی کندریک لامار)                                       | بهترین ترانه                                                   | برنده     | [ ۱۹۲ ]         |
| جوایز موسیقی ام‌تی‌وی اروپا                | ۲۰۱۵ | «کینه» (به همراهی کندریک لامار)                                       | بهترین موزیک ویدئو                                             | نامزدشده  | [ ۱۹۲ ]         |
| جوایز موسیقی ام‌تی‌وی اروپا                | ۲۰۱۵ | «کینه» (به همراهی کندریک لامار)                                       | بهترین همکاری                                                  | نامزدشده  | [ ۱۹۲ ]         |
| جوایز موسیقی ام‌تی‌وی اروپا                | ۲۰۱۵ | تیلور سوئیفت                                                          | بهترین زن                                                      | نامزدشده  | [ ۱۹۲ ]         |
| جوایز موسیقی ام‌تی‌وی اروپا                | ۲۰۱۵ | تیلور سوئیفت                                                          | بهترین پاپ                                                     | نامزدشده  | [ ۱۹۲ ]         |
| جوایز موسیقی ام‌تی‌وی اروپا                | ۲۰۱۵ | تیلور سوئیفت                                                          | بهترین اجرای زنده                                              | نامزدشده  | [ ۱۹۲ ]         |
| جوایز موسیقی ام‌تی‌وی اروپا                | ۲۰۱۵ | تیلور سوئیفت                                                          | بیشترین طرفدار                                                 | نامزدشده  | [ ۱۹۲ ]         |
| جوایز موسیقی ام‌تی‌وی اروپا                | ۲۰۱۵ | تیلور سوئیفت                                                          | بهترین جلوه                                                    | نامزدشده  | [ ۱۹۲ ]         |
| جوایز موسیقی ام‌تی‌وی اروپا                | ۲۰۱۵ | تیلور سوئیفت                                                          | بهترین اجرای ایالات متحده                                      | برنده     | [ ۱۹۲ ]         |
| جوایز موسیقی ام‌تی‌وی اروپا                | ۲۰۱۵ | تیلور سوئیفت                                                          | بهترین اجرای آمریکای شمالی                                     | نامزدشده  | [ ۱۹۲ ]         |
| جوایز موسیقی ام‌تی‌وی اروپا                | ۲۰۱۷ | «نگاه کن مجبورم کردی چیکار کنم»                                       | بهترین ویدئو                                                   | نامزدشده  | [ ۱۹۳ ]         |
| جوایز موسیقی ام‌تی‌وی اروپا                | ۲۰۱۷ | تیلور سوئیفت                                                          | بهترین هنرمند                                                  | نامزدشده  | [ ۱۹۳ ]         |
| جوایز موسیقی ام‌تی‌وی اروپا                | ۲۰۱۷ | تیلور سوئیفت                                                          | بهترین جلوه                                                    | نامزدشده  | [ ۱۹۳ ]         |
| جوایز موسیقی ام‌تی‌وی اروپا                | ۲۰۱۷ | تیلور سوئیفت                                                          | بهترین پاپ                                                     | نامزدشده  | [ ۱۹۳ ]         |
| جوایز موسیقی ام‌تی‌وی اروپا                | ۲۰۱۷ | تیلور سوئیفت                                                          | بیشترین طرفدار                                                 | نامزدشده  | [ ۱۹۳ ]         |
| جوایز موسیقی ام‌تی‌وی اروپا                | ۲۰۱۷ | تیلور سوئیفت                                                          | بهترین اجرای ایالات متحده                                      | نامزدشده  | [ ۱۹۳ ]         |
| جوایز موسیقی ام‌تی‌وی اروپا                | ۲۰۱۸ | تیلور سوئیفت                                                          | بیشترین طرفدار                                                 | نامزدشده  | [ ۱۹۴ ]         |
| جوایز موسیقی ام‌تی‌وی اروپا                | ۲۰۱۹ | تیلور سوئیفت                                                          | بهترین اجرای ایالات متحده                                      | برنده     | [ ۱۹۵ ]         |
| جوایز موسیقی ام‌تی‌وی اروپا                | ۲۰۱۹ | تیلور سوئیفت                                                          | بهترین هنرمند                                                  | نامزدشده  | [ ۱۹۵ ]         |
| جوایز موسیقی ام‌تی‌وی اروپا                | ۲۰۱۹ | تیلور سوئیفت                                                          | بیشترین طرفدار                                                 | نامزدشده  | [ ۱۹۵ ]         |
| جوایز موسیقی ام‌تی‌وی اروپا                | ۲۰۱۹ | «من!» (به همراهی برندن یوری)                                          | بهترین ویدئو                                                   | برنده     | [ ۱۹۵ ]         |
| جوایز موزیک ویدئوی ام‌تی‌وی                | ۲۰۰۸ | «اشک‌ها بر روی گیتارم»                                                 | بهترین هنرمند جدید                                             | نامزدشده  | [ ۱۹۶ ]         |
| جوایز موزیک ویدئوی ام‌تی‌وی                | ۲۰۰۹ | «تو مال منی»                                                          | بهترین ویدئوی زن                                               | برنده     | [ ۱۹۷ ]         |
| جوایز موزیک ویدئوی ام‌تی‌وی                | ۲۰۱۰ | «پانزده»                                                              | بهترین ویدئوی زن                                               | نامزدشده  | [ ۱۹۸ ]         |
| جوایز موزیک ویدئوی ام‌تی‌وی                | ۲۰۱۱ | «بدجنس»                                                               | بهترین ویدئو با پیام اجتماعی                                   | نامزدشده  | [ ۱۹۹ ]         |
| جوایز موزیک ویدئوی ام‌تی‌وی                | ۲۰۱۳ | «می‌دانستم تو مشکل‌سازی»                                                | ویدئوی سال                                                     | نامزدشده  | [ ۲۰۰ ]         |
| جوایز موزیک ویدئوی ام‌تی‌وی                | ۲۰۱۳ | «می‌دانستم تو مشکل‌سازی»                                                | بهترین ویدئوی زن                                               | برنده     | [ ۲۰۰ ]         |
| جوایز موزیک ویدئوی ام‌تی‌وی                | ۲۰۱۵ | «فضای خالی»                                                           | بهترین ویدئوی زن                                               | برنده     | [ ۲۰۱ ]         |
| جوایز موزیک ویدئوی ام‌تی‌وی                | ۲۰۱۵ | «فضای خالی»                                                           | بهترین ویدئوی پاپ                                              | برنده     | [ ۲۰۱ ]         |
| جوایز موزیک ویدئوی ام‌تی‌وی                | ۲۰۱۵ | «کینه» (به همراهی کندریک لامار)                                       | ویدئوی سال                                                     | برنده     | [ ۲۰۱ ]         |
| جوایز موزیک ویدئوی ام‌تی‌وی                | ۲۰۱۵ | «کینه» (به همراهی کندریک لامار)                                       | بهترین همکاری                                                  | برنده     | [ ۲۰۱ ]         |
| جوایز موزیک ویدئوی ام‌تی‌وی                | ۲۰۱۵ | «کینه» (به همراهی کندریک لامار)                                       | بهترین کارگردانی هنری                                          | نامزدشده  | [ ۲۰۱ ]         |
| جوایز موزیک ویدئوی ام‌تی‌وی                | ۲۰۱۵ | «کینه» (به همراهی کندریک لامار)                                       | بهترین سینماگرافی                                              | نامزدشده  | [ ۲۰۱ ]         |
| جوایز موزیک ویدئوی ام‌تی‌وی                | ۲۰۱۵ | «کینه» (به همراهی کندریک لامار)                                       | بهترین کارگردانی                                               | نامزدشده  | [ ۲۰۱ ]         |
| جوایز موزیک ویدئوی ام‌تی‌وی                | ۲۰۱۵ | «کینه» (به همراهی کندریک لامار)                                       | بهترین تدوین                                                   | نامزدشده  | [ ۲۰۱ ]         |
| جوایز موزیک ویدئوی ام‌تی‌وی                | ۲۰۱۵ | «کینه» (به همراهی کندریک لامار)                                       | بهترین جلوه‌های بصری                                            | نامزدشده  | [ ۲۰۱ ]         |
| جوایز موزیک ویدئوی ام‌تی‌وی                | ۲۰۱۵ | «کینه» (به همراهی کندریک لامار)                                       | ترانه تابستان                                                  | نامزدشده  | [ ۲۰۱ ]         |
| جوایز موزیک ویدئوی ام‌تی‌وی                | ۲۰۱۷ | «نمی‌خواهم تا ابد زنده باشم» (با زین مالیک)                            | بهترین همکاری                                                  | برنده     | [ ۲۰۲ ]         |
| جوایز موزیک ویدئوی ام‌تی‌وی                | ۲۰۱۸ | «نگاه کن مجبورم کردی چیکار کنم»                                       | بهترین کارگردانی هنری                                          | نامزدشده  | [ ۲۰۳ ]         |
| جوایز موزیک ویدئوی ام‌تی‌وی                | ۲۰۱۸ | «نگاه کن مجبورم کردی چیکار کنم»                                       | بهترین تدوین                                                   | نامزدشده  | [ ۲۰۳ ]         |
| جوایز موزیک ویدئوی ام‌تی‌وی                | ۲۰۱۸ | «نگاه کن مجبورم کردی چیکار کنم»                                       | بهترین جلوه‌های بصری                                            | نامزدشده  | [ ۲۰۳ ]         |
| جوایز موزیک ویدئوی ام‌تی‌وی                | ۲۰۱۹ | «تو باید آرام باشی»                                                   | ویدئوی سال                                                     | برنده     | [ ۲۰۴ ]         |
| جوایز موزیک ویدئوی ام‌تی‌وی                | ۲۰۱۹ | «تو باید آرام باشی»                                                   | ترانه سال                                                      | نامزدشده  | [ ۲۰۴ ]         |
| جوایز موزیک ویدئوی ام‌تی‌وی                | ۲۰۱۹ | «تو باید آرام باشی»                                                   | بهترین پاپ                                                     | نامزدشده  | [ ۲۰۴ ]         |
| جوایز موزیک ویدئوی ام‌تی‌وی                | ۲۰۱۹ | «تو باید آرام باشی»                                                   | ویدئوی خوب                                                     | برنده     | [ ۲۰۴ ]         |
| جوایز موزیک ویدئوی ام‌تی‌وی                | ۲۰۱۹ | «تو باید آرام باشی»                                                   | بهترین کارگردانی                                               | نامزدشده  | [ ۲۰۴ ]         |
| جوایز موزیک ویدئوی ام‌تی‌وی                | ۲۰۱۹ | «تو باید آرام باشی»                                                   | بهترین تدوین                                                   | نامزدشده  | [ ۲۰۴ ]         |
| جوایز موزیک ویدئوی ام‌تی‌وی                | ۲۰۱۹ | «تو باید آرام باشی»                                                   | بهترین کارگردانی هنری                                          | نامزدشده  | [ ۲۰۴ ]         |
| جوایز موزیک ویدئوی ام‌تی‌وی                | ۲۰۱۹ | «تو باید آرام باشی»                                                   | بهترین سرود قدرت                                               | نامزدشده  | [ ۲۰۴ ]         |
| جوایز موزیک ویدئوی ام‌تی‌وی                | ۲۰۱۹ | «تو باید آرام باشی»                                                   | ترانه تابستان                                                  | نامزدشده  | [ ۲۰۴ ]         |
| جوایز موزیک ویدئوی ام‌تی‌وی                | ۲۰۱۹ | «من!» (به همراهی برندن یوری)                                          | بهترین همکاری                                                  | نامزدشده  | [ ۲۰۴ ]         |
| جوایز موزیک ویدئوی ام‌تی‌وی                | ۲۰۱۹ | «من!» (به همراهی برندن یوری)                                          | بهترین جلوه‌های بصری                                            | برنده     | [ ۲۰۴ ]         |
| جوایز موزیک ویدئوی ام‌تی‌وی                | ۲۰۱۹ | «من!» (به همراهی برندن یوری)                                          | بهترین سینماگرافی                                              | نامزدشده  | [ ۲۰۴ ]         |
| جوایز موزیک ویدئوی ام‌تی‌وی                | ۲۰۲۰ | «این مرد»                                                             | ویدئوی سال                                                     | در انتظار | [ ۲۰۵ ]         |
| جوایز موزیک ویدئوی ام‌تی‌وی                | ۲۰۲۰ | «این مرد»                                                             | ویدئوی خوب                                                     | در انتظار | [ ۲۰۵ ]         |
| جوایز موزیک ویدئوی ام‌تی‌وی                | ۲۰۲۰ | «این مرد»                                                             | بهترین کارگردانی                                               | در انتظار | [ ۲۰۵ ]         |
| جوایز موزیک ویدئوی ام‌تی‌وی                | ۲۰۲۰ | «معشوق»                                                               | بهترین پاپ                                                     | در انتظار | [ ۲۰۵ ]         |
| جوایز موزیک ویدئوی ام‌تی‌وی                | ۲۰۲۰ | «معشوق»                                                               | بهترین کارگردانی هنری                                          | در انتظار | [ ۲۰۵ ]         |
| جوایز سینمایی و تلویزیونی ام‌تی‌وی         | ۲۰۱۰ | روز والنتاین                                                          | بهترین بوسه (با تیلور لاتنر)                                   | نامزدشده  | [ ۲۰۶ ]         |
| جوایز موسیقی ام‌تی‌وی ایتالیا              | ۲۰۱۴ | تیلور سوئیفت                                                          | هنرمند حماسه                                                   | نامزدشده  | [ ۲۰۷ ]         |
| جوایز موسیقی ام‌تی‌وی ایتالیا              | ۲۰۱۵ | تیلور سوئیفت                                                          | زن شگفت‌انگیز                                                   | نامزدشده  | [ ۲۰۸ ]         |
| جوایز موسیقی ام‌تی‌وی ایتالیا              | ۲۰۱۵ | تیلور سوئیفت                                                          | جوایز ستاره ام‌تی‌وی                                             | نامزدشده  | [ ۲۰۸ ]         |
| جوایز موسیقی ام‌تی‌وی ایتالیا              | ۲۰۱۶ | «مهیج‌ترین رؤیاها»                                                     | هوا ویگورسول بهترین ویدئوی تازه                                | نامزدشده  | [ ۲۰۹ ]         |
| جوایز موزیک ویدئوی ام‌تی‌وی ژاپن           | ۲۰۱۱ | «بدجنس»                                                               | بهترین ویدئوی زن                                               | نامزدشده  | [ ۲۱۰ ]         |
| جوایز موزیک ویدئوی ام‌تی‌وی ژاپن           | ۲۰۱۱ | «بدجنس»                                                               | بهترین ویدئوی پاپ                                              | نامزدشده  | [ ۲۱۰ ]         |
| جوایز موزیک ویدئوی ام‌تی‌وی ژاپن           | ۲۰۱۳ | «ما هرگز به یکدیگر بازنمی‌گردیم»                                       | بهترین ویدئوی زن                                               | نامزدشده  | [ ۲۱۱ ]         |
| جوایز موزیک ویدئوی ام‌تی‌وی ژاپن           | ۲۰۱۳ | «ما هرگز به یکدیگر بازنمی‌گردیم»                                       | بهترین ویدئوی پاپ                                              | نامزدشده  | [ ۲۱۱ ]         |
| جوایز موزیک ویدئوی ام‌تی‌وی ژاپن           | ۲۰۱۳ | «ما هرگز به یکدیگر بازنمی‌گردیم»                                       | بهترین ویدئوی کارائوکه                                         | نامزدشده  | [ ۲۱۱ ]         |
| جوایز موزیک ویدئوی ام‌تی‌وی ژاپن           | ۲۰۱۵ | «فضای خالی»                                                           | بهترین ویدئوی زن – بین‌المللی                                   | نامزدشده  | [ ۲۱۲ ]         |
| جوایز موزیک ویدئوی ام‌تی‌وی ژاپن           | ۲۰۱۹ | «من!» (به همراهی برندن یوری)                                          | بهترین ویدئوی زن – بین‌المللی                                   | برنده     | [ ۲۱۳ ]         |
| جوایز هزاره ام‌تی‌وی                       | ۲۰۱۳ | «ما هرگز به یکدیگر بازنمی‌گردیم»                                       | جالب‌ترین موفقیت سال                                            | برنده     | [ ۲۱۴ ]         |
| جوایز هزاره ام‌تی‌وی                       | ۲۰۱۵ | تیلور سوئیفت                                                          | اینستاگرام جهانی سال                                           | نامزدشده  | [ ۲۱۵ ]         |
| جوایز هزاره ام‌تی‌وی                       | ۲۰۱۵ | «فضای خالی»                                                           | موفقیت بین‌المللی سال                                           | نامزدشده  | [ ۲۱۵ ]         |
| جوایز هزاره ام‌تی‌وی                       | ۲۰۱۷ | «نمی‌خواهم تا ابد زنده باشم» (با زین مالیک)                            | همکاری سال                                                     | برنده     | [ ۲۱۶ ]         |
| جوایز ام‌تی‌وی‌یو وودی                      | ۲۰۱۵ | «ریپتید»                                                              | بهترین کاور وودی                                               | برنده     | [ ۲۱۷ ]         |
| جشنواره ماچ موزیک ویدئو                  | ۲۰۱۰ | «تو مال منی»                                                          | ویدئوی بین‌المللی سال – هنرمند                                  | نامزدشده  | [ ۲۱۸ ]         |
| جشنواره ماچ موزیک ویدئو                  | ۲۰۱۰ | «تو مال منی»                                                          | ویدئوی بین‌المللی موردعلاقه شما                                 | نامزدشده  | [ ۲۱۸ ]         |
| جشنواره ماچ موزیک ویدئو                  | ۲۰۱۱ | «مال من»                                                              | بیشترین ویدئوی دیده‌شده سال                                     | نامزدشده  | [ ۲۱۹ ]         |
| جشنواره ماچ موزیک ویدئو                  | ۲۰۱۳ | «ما هرگز به یکدیگر بازنمی‌گردیم»                                       | ویدئوی بین‌المللی سال – هنرمند                                  | نامزدشده  | [ ۲۲۰ ]         |
| جشنواره ماچ موزیک ویدئو                  | ۲۰۱۳ | تیلور سوئیفت                                                          | هنرمند/گروه بین‌المللی موردعلاقه شما                            | برنده     | [ ۲۲۰ ]         |
| جشنواره ماچ موزیک ویدئو                  | ۲۰۱۴ | «همه چیز تغییر کرده‌است» (به همراهی اد شیرن)                           | ویدئوی بین‌المللی سال – هنرمند                                  | نامزدشده  | [ ۲۲۱ ]         |
| جشنواره ماچ موزیک ویدئو                  | ۲۰۱۵ | «فضای خالی»                                                           | ویدئوی بین‌المللی سال – هنرمند                                  | نامزدشده  | [ ۲۲۲ ]         |
| جشنواره ماچ موزیک ویدئو                  | ۲۰۱۵ | تیلور سوئیفت                                                          | هنرمند/گروه بین‌المللی موردعلاقه شما                            | نامزدشده  | [ ۲۲۲ ]         |
| جشنواره ماچ موزیک ویدئو                  | ۲۰۱۶ | «کینه»                                                                | هنرمند بین‌المللی سال                                           | نامزدشده  | [ ۲۲۲ ]         |
| جشنواره ماچ موزیک ویدئو                  | ۲۰۱۶ | «کینه»                                                                | گیج‌کننده‌ترین هنرمند یا گروه بین‌المللی                          | نامزدشده  | [ ۲۲۲ ]         |
| جشنواره ماچ موزیک ویدئو                  | ۲۰۱۶ | تیلور سوئیفت                                                          | هنرمند یا گروه بین‌المللی موردعلاقه شما                         | نامزدشده  | [ ۲۲۲ ]         |
| انجمن تجارت موسیقی                       | ۲۰۱۰ | تیلور سوئیفت                                                          | هنرمند سال                                                     | برنده     | [ ۲۲۳ ]         |
| جوایز موسیقی ام‌وای‌ایکس                   | ۲۰۱۰ | «داستان عشق»                                                          | ویدئوی بین‌المللی موردعلاقه                                     | برنده     | [ ۲۲۴ ]         |
| جوایز موسیقی ام‌وای‌ایکس                   | ۲۰۱۳ | «ما هرگز به یکدیگر بازنمی‌گردیم»                                       | ویدئوی بین‌المللی موردعلاقه                                     | نامزدشده  | [ ۲۲۵ ]         |
| جوایز موسیقی ام‌وای‌ایکس                   | ۲۰۱۵ | «از ذهنم پاکش کنم»                                                    | ویدئوی بین‌المللی موردعلاقه                                     | برنده     | [ ۲۲۶ ]         |
| جوایز موسیقی ام‌وای‌ایکس                   | ۲۰۱۶ | «کینه»                                                                | ویدئوی بین‌المللی موردعلاقه                                     | برنده     | [ ۲۲۷ ]         |
| جوایز موسیقی ام‌وای‌ایکس                   | ۲۰۱۸ | «نگاه کن مجبورم کردی چیکار کنم»                                       | ویدئوی بین‌المللی موردعلاقه                                     | نامزدشده  | [ ۲۲۸ ]         |
| جوایز موسیقی ام‌وای‌ایکس                   | ۲۰۱۹ | «ظریف»                                                                | ویدئوی بین‌المللی موردعلاقه                                     | نامزدشده  | [ ۲۲۹ ]         |
| جوایز موسیقی ام‌وای‌ایکس                   | ۲۰۲۰ | «معشوق»                                                               | ویدئوی بین‌المللی موردعلاقه                                     | نامزدشده  | [ ۲۳۰ ]         |
| انجمن بین‌المللی ترانه‌سرایان نشویل        | ۲۰۰۷ | تیلور سوئیفت                                                          | ترانه‌سرا/هنرمند سال                                            | برنده     | [ ۲۳۱ ]         |
| انجمن بین‌المللی ترانه‌سرایان نشویل        | ۲۰۰۹ | تیلور سوئیفت                                                          | ترانه‌سرا/هنرمند سال                                            | برنده     | [ ۲۳۱ ]         |
| انجمن بین‌المللی ترانه‌سرایان نشویل        | ۲۰۱۰ | تیلور سوئیفت                                                          | ترانه‌سرا/هنرمند سال                                            | برنده     | [ ۲۳۱ ]         |
| انجمن بین‌المللی ترانه‌سرایان نشویل        | ۲۰۱۱ | تیلور سوئیفت                                                          | ترانه‌سرا/هنرمند سال                                            | برنده     | [ ۲۳۱ ]         |
| انجمن بین‌المللی ترانه‌سرایان نشویل        | ۲۰۱۲ | تیلور سوئیفت                                                          | ترانه‌سرا/هنرمند سال                                            | برنده     | [ ۲۳۱ ]         |
| انجمن بین‌المللی ترانه‌سرایان نشویل        | ۲۰۱۳ | تیلور سوئیفت                                                          | ترانه‌سرا/هنرمند سال                                            | برنده     | [ ۲۳۱ ]         |
| انجمن بین‌المللی ترانه‌سرایان نشویل        | ۲۰۱۵ | تیلور سوئیفت                                                          | ترانه‌سرا/هنرمند سال                                            | برنده     | [ ۲۳۱ ]         |
| انجمن بین‌المللی ترانه‌سرایان نشویل        | ۲۰۱۵ | «از ذهنم پاکش کنم»                                                    | ده ترانه‌ای که آرزو می‌کنم نوشته بودم                            | برنده     | [ ۲۳۱ ]         |
| انجمن بین‌المللی ترانه‌سرایان نشویل        | ۲۰۱۷ | «مرد بهتر»                                                            | ده ترانه‌ای که آرزو می‌کنم نوشته بودم                            | برنده     | [ ۲۳۱ ]         |
| جوایز نئوکس طرفداران                     | ۲۰۱۳ | «۲۲»                                                                  | بهترین ترانه سال                                               | نامزدشده  | [ ۲۳۲ ]         |
| جوایز آمریکایی برگزیده کودکان نیکلودین   | ۲۰۱۰ | تیلور سوئیفت                                                          | خواننده زن موردعلاقه                                           | برنده     | [ ۲۳۳ ]         |
| جوایز آمریکایی برگزیده کودکان نیکلودین   | ۲۰۱۰ | «تو مال منی»                                                          | ترانه موردعلاقه                                                | برنده     | [ ۲۳۳ ]         |
| جوایز آمریکایی برگزیده کودکان نیکلودین   | ۲۰۱۱ | تیلور سوئیفت                                                          | خواننده زن موردعلاقه                                           | نامزدشده  | [ ۲۳۴ ]         |
| جوایز آمریکایی برگزیده کودکان نیکلودین   | ۲۰۱۱ | «مال من»                                                              | ترانه موردعلاقه                                                | نامزدشده  | [ ۲۳۴ ]         |
| جوایز آمریکایی برگزیده کودکان نیکلودین   | ۲۰۱۲ | تیلور سوئیفت                                                          | خواننده زن موردعلاقه                                           | نامزدشده  | [ ۲۳۵ ]         |
| جوایز آمریکایی برگزیده کودکان نیکلودین   | ۲۰۱۲ | «پرواز جرقه‌ها»                                                        | ترانه موردعلاقه                                                | نامزدشده  | [ ۲۳۵ ]         |
| جوایز آمریکایی برگزیده کودکان نیکلودین   | ۲۰۱۲ | تیلور سوئیفت                                                          | جایزه کمک بزرگ                                                 | برنده     | [ ۲۳۶ ]         |
| جوایز آمریکایی برگزیده کودکان نیکلودین   | ۲۰۱۳ | تیلور سوئیفت                                                          | خواننده زن موردعلاقه                                           | نامزدشده  | [ ۲۳۷ ]         |
| جوایز آمریکایی برگزیده کودکان نیکلودین   | ۲۰۱۳ | «ما هرگز به یکدیگر بازنمی‌گردیم»                                       | ترانه موردعلاقه                                                | نامزدشده  | [ ۲۳۷ ]         |
| جوایز آمریکایی برگزیده کودکان نیکلودین   | ۲۰۱۳ | لوراکس                                                                | صدای موردعلاقه در یک انیمیشن                                   | نامزدشده  | [ ۲۳۷ ]         |
| جوایز آمریکایی برگزیده کودکان نیکلودین   | ۲۰۱۴ | تیلور سوئیفت                                                          | خواننده زن موردعلاقه                                           | نامزدشده  | [ ۲۳۸ ]         |
| جوایز آمریکایی برگزیده کودکان نیکلودین   | ۲۰۱۴ | «می‌دانستم تو مشکل‌سازی»                                                | ترانه موردعلاقه                                                | نامزدشده  | [ ۲۳۸ ]         |
| جوایز آمریکایی برگزیده کودکان نیکلودین   | ۲۰۱۵ | تیلور سوئیفت                                                          | خواننده زن موردعلاقه                                           | نامزدشده  | [ ۲۳۹ ]         |
| جوایز آمریکایی برگزیده کودکان نیکلودین   | ۲۰۱۵ | «از ذهنم پاکش کنم»                                                    | ترانه موردعلاقه                                                | نامزدشده  | [ ۲۳۹ ]         |
| جوایز آمریکایی برگزیده کودکان نیکلودین   | ۲۰۱۶ | تیلور سوئیفت                                                          | خواننده زن موردعلاقه                                           | نامزدشده  | [ ۲۴۰ ]         |
| جوایز آمریکایی برگزیده کودکان نیکلودین   | ۲۰۱۶ | «کینه»                                                                | ترانه موردعلاقه                                                | نامزدشده  | [ ۲۴۰ ]         |
| جوایز آمریکایی برگزیده کودکان نیکلودین   | ۲۰۱۶ | «کینه»                                                                | همکاری موردعلاقه                                               | نامزدشده  | [ ۲۴۰ ]         |
| جوایز آمریکایی برگزیده کودکان نیکلودین   | ۲۰۱۸ | تیلور سوئیفت                                                          | خواننده زن موردعلاقه                                           | نامزدشده  | [ ۲۴۱ ]         |
| جوایز آمریکایی برگزیده کودکان نیکلودین   | ۲۰۱۸ | تیلور سوئیفت                                                          | ستاره موسیقی موردعلاقه جهانی                                   | نامزدشده  | [ ۲۴۱ ]         |
| جوایز آمریکایی برگزیده کودکان نیکلودین   | ۲۰۱۸ | «نگاه کن مجبورم کردی چیکار کنم»                                       | ترانه موردعلاقه                                                | نامزدشده  | [ ۲۴۱ ]         |
| جوایز آمریکایی برگزیده کودکان نیکلودین   | ۲۰۱۹ | تیلور سوئیفت                                                          | خواننده زن موردعلاقه                                           | نامزدشده  | [ ۲۴۲ ]         |
| جوایز آمریکایی برگزیده کودکان نیکلودین   | ۲۰۱۹ | تیلور سوئیفت                                                          | ستاره موسیقی موردعلاقه جهانی                                   | برنده     | [ ۲۴۲ ]         |
| جوایز آمریکایی برگزیده کودکان نیکلودین   | ۲۰۱۹ | «ظریف»                                                                | ترانه موردعلاقه                                                | نامزدشده  | [ ۲۴۲ ]         |
| جوایز آمریکایی برگزیده کودکان نیکلودین   | ۲۰۲۰ | گربه‌ها                                                                | بازیگر زن فیلم موردعلاقه                                       | در انتظار | [ ۲۴۳ ]         |
| جوایز آمریکایی برگزیده کودکان نیکلودین   | ۲۰۲۰ | «تو باید آرام باشی»                                                   | ترانه موردعلاقه                                                | در انتظار | [ ۲۴۳ ]         |
| جوایز آمریکایی برگزیده کودکان نیکلودین   | ۲۰۲۰ | «من!» (به همراهی برندن یوری)                                          | همکاری موردعلاقه                                               | در انتظار | [ ۲۴۳ ]         |
| جوایز آمریکایی برگزیده کودکان نیکلودین   | ۲۰۲۰ | تیلور سوئیفت                                                          | هنرمند زن موردعلاقه                                            | در انتظار | [ ۲۴۳ ]         |
| جوایز آمریکایی برگزیده کودکان نیکلودین   | ۲۰۲۰ | تیلور سوئیفت                                                          | ستاره موسیقی موردعلاقه جهانی                                   | در انتظار | [ ۲۴۳ ]         |
| جوایز استرالیایی برگزیده کودکان نیکلودین | ۲۰۰۹ | تیلور سوئیفت                                                          | خواننده بین‌المللی موردعلاقه                                    | نامزدشده  | [ ۲۴۴ ]         |
| جوایز استرالیایی برگزیده کودکان نیکلودین | ۲۰۰۹ | «داستان عشق»                                                          | ترانه موردعلاقه                                                | نامزدشده  | [ ۲۴۴ ]         |
| جوایز استرالیایی برگزیده کودکان نیکلودین | ۲۰۱۰ | روز والنتاین (با تیلور لاتنر)                                         | بوسه موردعلاقه                                                 | نامزدشده  | [ ۲۴۵ ]         |
| جوایز استرالیایی برگزیده کودکان نیکلودین | ۲۰۱۰ | تیلور سوئیفت                                                          | هاتست هاتی                                                     | نامزدشده  | [ ۲۴۵ ]         |
| جوایز استرالیایی برگزیده کودکان نیکلودین | ۲۰۱۳ | تیلور سوئیفت                                                          | موسیقی موردعلاقه استرالیایی                                    | نامزدشده  | [ ۲۴۶ ]         |
| جوایز استرالیایی برگزیده کودکان نیکلودین | ۲۰۱۳ | «می‌دانستم تو مشکل‌سازی»                                                | ترانه موردعلاقه استرالیایی                                     | نامزدشده  | [ ۲۴۶ ]         |
| جوایز استرالیایی برگزیده کودکان نیکلودین | ۲۰۱۵ | تیلور سوئیفت                                                          | ارتش طرفدار موردعلاقه استرالیایی/نیوزیلندی                     | نامزدشده  | [ ۲۴۷ ]         |
| جوایز استرالیایی برگزیده کودکان نیکلودین | ۲۰۱۵ | مردث گری و اولیویا بنسون                                              | حیوان موردعلاقه استرالیایی/نیوزیلندی                           | نامزدشده  | [ ۲۴۷ ]         |
| جوایز آرژانتینی برگزیده کودکان نیکلودین  | ۲۰۱۳ | «ما هرگز به یکدیگر بازنمی‌گردیم»                                       | ترانه موردعلاقه بین‌المللی                                      | نامزدشده  | [ ۲۴۸ ]         |
| جوایز آرژانتینی برگزیده کودکان نیکلودین  | ۲۰۱۵ | تیلور سوئیفت                                                          | هنرمند یا گروه بین‌المللی موردعلاقه                             | نامزدشده  |                 |
| جوایز کلمبیایی برگزیده کودکان نیکلودین   | ۲۰۱۵ | تیلور سوئیفت                                                          | هنرمند یا گروه بین‌المللی موردعلاقه                             | نامزدشده  | [ ۲۴۹ ]         |
| جوایز مکزیکی برگزیده کودکان نیکلودین     | ۲۰۱۵ | تیلور سوئیفت                                                          | هنرمند یا گروه بین‌المللی موردعلاقه                             | نامزدشده  | [ ۲۵۰ ]         |
| جوایز بریتانیایی برگزیده کودکان نیکلودین | ۲۰۱۵ | تیلور سوئیفت                                                          | ارتش طرفدار موردعلاقه بریتانیا                                 | نامزدشده  | [ ۲۵۱ ]         |
| جوایز بریتانیایی برگزیده کودکان نیکلودین | ۲۰۱۶ | تیلور سوئیفت                                                          | خانواده طرفدار موردعلاقه بریتانیا                              | نامزدشده  | [ ۲۵۲ ]         |
| جوایز بریتانیایی برگزیده کودکان نیکلودین | ۲۰۱۶ | مردث گری                                                              | گربه مشهور موردعلاقه بریتانیا                                  | نامزدشده  | [ ۲۵۲ ]         |
| جوایز بریتانیایی برگزیده کودکان نیکلودین | ۲۰۱۶ | اولیویا بنسون                                                         | گربه مشهور موردعلاقه بریتانیا                                  | نامزدشده  | [ ۲۵۲ ]         |
| جوایز ان‌ام‌ای                             | ۲۰۱۵ | تیلور سوئیفت                                                          | قهرمان سال                                                     | نامزدشده  | [ ۲۵۳ ]         |
| جوایز ان‌ام‌ای                             | ۲۰۱۵ | تیلور سوئیفت                                                          | شرور سال                                                       | نامزدشده  | [ ۲۵۳ ]         |
| جوایز ان‌ام‌ای                             | ۲۰۱۶ | تیلور سوئیفت                                                          | قهرمان سال                                                     | نامزدشده  | [ ۲۵۴ ]         |
| جوایز ان‌ام‌ای                             | ۲۰۱۶ | تیلور سوئیفت                                                          | بهترین هنرمند تک بین‌المللی                                     | برنده     | [ ۲۵۴ ]         |
| جوایز ان‌ام‌ای                             | ۲۰۱۸ | تیلور سوئیفت                                                          | بهترین هنرمند تک بین‌المللی                                     | نامزدشده  | [ ۲۵۵ ]         |
| جوایز ان‌ام‌ای                             | ۲۰۱۸ | «نگاه کن مجبورم کردی چیکار کنم»                                       | بهترین موزیک ویدئو                                             | نامزدشده  | [ ۲۵۵ ]         |
| جوایز ان‌ام‌ای                             | ۲۰۲۰ | تیلور سوئیفت                                                          | بهترین اجرای تکی در جهان                                       | برنده     | [ ۲۵۶ ]         |
| جوایز موسیقی ان‌آرجی                      | ۲۰۱۵ | تیلور سوئیفت                                                          | هنرمند زن بین‌المللی سال                                        | برنده     | [ ۲۵۷ ]         |
| جوایز موسیقی ان‌آرجی                      | ۲۰۱۵ | «کینه» (به همراهی کندریک لامار)                                       | ویدئوی سال                                                     | برنده     | [ ۲۵۷ ]         |
| جوایز موسیقی ان‌آرجی                      | ۲۰۱۷ | تیلور سوئیفت                                                          | هنرمند زن بین‌المللی سال                                        | نامزدشده  | [ ۲۵۸ ]         |
| جوایز موسیقی ان‌آرجی                      | ۲۰۱۷ | «نگاه کن مجبورم کردی چیکار کنم»                                       | ویدئوی سال                                                     | نامزدشده  | [ ۲۵۸ ]         |
| جوایز موسیقی ان‌آرجی                      | ۲۰۱۹ | تیلور سوئیفت                                                          | هنرمند زن بین‌المللی سال                                        | نامزدشده  | [ ۲۵۹ ]         |
| جوایز موسیقی او                          | ۲۰۱۲ | تیلور سوئیفت                                                          | ارتش طرفدار اف‌تی‌دبلیو                                          | نامزدشده  | [ ۲۶۰ ]         |
| جوایز موسیقی او                          | ۲۰۱۲ | تیلور سوئیفت                                                          | بیشترین افزایش طرفداران                                        | برنده     | [ ۲۶۰ ]         |
| جوایز برگزیده مردم                       | ۲۰۰۹ | «داستان عشق»                                                          | ترانه کانتری موردعلاقه                                         | نامزدشده  | [ ۲۶۱ ]         |
| جوایز برگزیده مردم                       | ۲۰۰۹ | تیلور سوئیفت                                                          | ستاره موردعلاقه زیر ۳۵                                         | نامزدشده  | [ ۲۶۱ ]         |
| جوایز برگزیده مردم                       | ۲۰۱۰ | تیلور سوئیفت                                                          | هنرمند زن موردعلاقه                                            | برنده     | [ ۲۶۲ ]         |
| جوایز برگزیده مردم                       | ۲۰۱۰ | تیلور سوئیفت                                                          | هنرمند کانتری موردعلاقه                                        | نامزدشده  | [ ۲۶۲ ]         |
| جوایز برگزیده مردم                       | ۲۰۱۰ | تیلور سوئیفت                                                          | هنرمند پاپ موردعلاقه                                           | نامزدشده  | [ ۲۶۲ ]         |
| جوایز برگزیده مردم                       | ۲۰۱۱ | تیلور سوئیفت                                                          | هنرمند زن موردعلاقه                                            | نامزدشده  | [ ۲۶۳ ]         |
| جوایز برگزیده مردم                       | ۲۰۱۱ | تیلور سوئیفت                                                          | هنرمند کانتری موردعلاقه                                        | برنده     | [ ۲۶۳ ]         |
| جوایز برگزیده مردم                       | ۲۰۱۲ | تیلور سوئیفت                                                          | هنرمند زن موردعلاقه                                            | نامزدشده  | [ ۲۶۴ ]         |
| جوایز برگزیده مردم                       | ۲۰۱۲ | تیلور سوئیفت                                                          | هنرمند کانتری موردعلاقه                                        | برنده     | [ ۲۶۴ ]         |
| جوایز برگزیده مردم                       | ۲۰۱۲ | تیلور سوئیفت                                                          | سرفصل‌های تور موردعلاقه                                         | نامزدشده  | [ ۲۶۴ ]         |
| جوایز برگزیده مردم                       | ۲۰۱۳ | «ما هرگز به یکدیگر بازنمی‌گردیم»                                       | ترانه موردعلاقه                                                | نامزدشده  | [ ۲۶۵ ]         |
| جوایز برگزیده مردم                       | ۲۰۱۳ | تیلور سوئیفت                                                          | هنرمند زن موردعلاقه                                            | نامزدشده  | [ ۲۶۵ ]         |
| جوایز برگزیده مردم                       | ۲۰۱۳ | تیلور سوئیفت                                                          | هنرمند کانتری موردعلاقه                                        | برنده     | [ ۲۶۵ ]         |
| جوایز برگزیده مردم                       | ۲۰۱۴ | تیلور سوئیفت                                                          | هنرمند کانتری موردعلاقه                                        | برنده     | [ ۲۶۶ ]         |
| جوایز برگزیده مردم                       | ۲۰۱۵ | «از ذهنم پاکش کنم»                                                    | ترانه موردعلاقه                                                | برنده     | [ ۲۶۷ ]         |
| جوایز برگزیده مردم                       | ۲۰۱۵ | تیلور سوئیفت                                                          | هنرمند زن موردعلاقه                                            | برنده     | [ ۲۶۷ ]         |
| جوایز برگزیده مردم                       | ۲۰۱۵ | تیلور سوئیفت                                                          | هنرمند پاپ موردعلاقه                                           | برنده     | [ ۲۶۷ ]         |
| جوایز برگزیده مردم                       | ۲۰۱۶ | «کینه» (به همراهی کندریک لامار)                                       | ترانه موردعلاقه                                                | نامزدشده  | [ ۲۶۸ ]         |
| جوایز برگزیده مردم                       | ۲۰۱۶ | تیلور سوئیفت                                                          | هنرمند زن موردعلاقه                                            | برنده     | [ ۲۶۸ ]         |
| جوایز برگزیده مردم                       | ۲۰۱۶ | تیلور سوئیفت                                                          | هنرمند پاپ موردعلاقه                                           | برنده     | [ ۲۶۸ ]         |
| جوایز برگزیده مردم                       | ۲۰۱۶ | تیلور سوئیفت                                                          | سلبریتی رسانه‌های اجتماعی موردعلاقه                             | نامزدشده  | [ ۲۶۸ ]         |
| جوایز برگزیده مردم                       | ۲۰۱۸ | تور استادیومی اعتبار تیلور سوئیفت                                     | تور کنسرت سال                                                  | برنده     | [ ۲۶۹ ]         |
| جوایز برگزیده مردم                       | ۲۰۱۸ | تیلور سوئیفت                                                          | هنرمند زن سال                                                  | نامزدشده  | [ ۲۶۹ ]         |
| جوایز برگزیده مردم                       | ۲۰۱۸ | تیلور سوئیفت                                                          | سلبریتی اجتماعی سال                                            | نامزدشده  | [ ۲۶۹ ]         |
| جوایز برگزیده مردم                       | ۲۰۱۹ | معشوق                                                                 | آلبوم سال                                                      | برنده     | [ ۲۷۰ ]         |
| جوایز برگزیده مردم                       | ۲۰۱۹ | «من!» (به همراهی برندن یوری)                                          | موزیک ویدئوی سال                                               | نامزدشده  | [ ۲۷۰ ]         |
| جوایز برگزیده مردم                       | ۲۰۱۹ | تیلور سوئیفت                                                          | هنرمند زن سال                                                  | نامزدشده  | [ ۲۷۰ ]         |
| جوایز برگزیده مردم                       | ۲۰۱۹ | تیلور سوئیفت                                                          | سلبریتی اجتماعی سال                                            | نامزدشده  | [ ۲۷۰ ]         |
| جوایز جوانان                             | ۲۰۱۵ | «فضای خالی»                                                           | موفقیت موردعلاقه                                               | نامزدشده  | [ ۲۷۱ ] [ ۲۷۲ ] |
| جوایز جوانان                             | ۲۰۱۵ | تیلور سوئیفت                                                          | هیت‌مارکر موردعلاقه                                             | نامزدشده  | [ ۲۷۱ ] [ ۲۷۲ ] |
| جوایز امی ساعات پربیننده                 | ۲۰۱۵ | ای‌ام‌ای‌ایکس غیرمستقیم: تجربه تیلور سوئیفت                              | دستاورد خلاقانه برجسته در رسانه‌های تعاملی — برنامه تعاملی اصلی | برنده     | [ ۲۷۳ ]         |
| جوایز کیو                                | ۲۰۱۵ | تیلور سوئیفت                                                          | بهترین هنرمند تک                                               | نامزدشده  | [ ۲۷۴ ]         |
| جوایز کیو                                | ۲۰۱۸ | تیلور سوئیفت                                                          | بهترین هنرمند زنده                                             | برنده     |                 |
| جوایز کرتی                               | ۲۰۱۹ | «تو باید آرام باشی»                                                   | سرود کوییر                                                     | نامزدشده  | [ ۲۷۵ ]         |
| جوایز موسیقی رادیو دیزنی                 | ۲۰۱۳ | «می‌دانستم تو مشکل‌سازی»                                                | ترانه سال                                                      | برنده     | [ ۲۷۶ ] [ ۲۷۷ ] |
| جوایز موسیقی رادیو دیزنی                 | ۲۰۱۳ | «ما هرگز به یکدیگر بازنمی‌گردیم»                                       | بهترین ترانه قطع‌رابطه                                          | برنده     | [ ۲۷۶ ] [ ۲۷۷ ] |
| جوایز موسیقی رادیو دیزنی                 | ۲۰۱۳ | تیلور سوئیفت                                                          | بهترین هنرمند زن                                               | نامزدشده  | [ ۲۷۶ ] [ ۲۷۷ ] |
| جوایز موسیقی رادیو دیزنی                 | ۲۰۱۴ | «همه چیز تغییر کرده‌است» (به همراهی اد شیرن)                           | بهترین همکاری موزیکال                                          | برنده     | [ ۲۷۸ ]         |
| جوایز موسیقی رادیو دیزنی                 | ۲۰۱۴ | تیلور سوئیفت                                                          | طرفداران سرسخت                                                 | برنده     | [ ۲۷۸ ]         |
| جوایز موسیقی رادیو دیزنی                 | ۲۰۱۴ | تیلور سوئیفت                                                          | بهترین هنرمند زن                                               | نامزدشده  | [ ۲۷۸ ]         |
| جوایز موسیقی رادیو دیزنی                 | ۲۰۱۵ | «از ذهنم پاکش کنم»                                                    | ترانه سال                                                      | نامزدشده  | [ ۲۷۹ ]         |
| جوایز موسیقی رادیو دیزنی                 | ۲۰۱۵ | «از ذهنم پاکش کنم»                                                    | بهترین ترانه برای رقص                                          | برنده     | [ ۲۷۹ ]         |
| جوایز موسیقی رادیو دیزنی                 | ۲۰۱۵ | تیلور سوئیفت                                                          | بهترین هنرمند زن                                               | نامزدشده  | [ ۲۷۹ ]         |
| جوایز موسیقی رادیو دیزنی                 | ۲۰۱۵ | تیلور سوئیفت                                                          | بیشترین صحبت درمورد هنرمند                                     | نامزدشده  | [ ۲۷۹ ]         |
| جوایز موسیقی رادیو دیزنی                 | ۲۰۱۶ | «کینه» (به همراهی کندریک لامار)                                       | ترانه سال                                                      | برنده     | [ ۲۸۰ ]         |
| جوایز موسیقی رادیو دیزنی                 | ۲۰۱۶ | «کینه» (به همراهی کندریک لامار)                                       | بهترین ترانه قطع‌رابطه                                          | برنده     | [ ۲۸۰ ]         |
| جوایز موسیقی رادیو دیزنی                 | ۲۰۱۶ | تیلور سوئیفت                                                          | بهترین هنرمند زن                                               | نامزدشده  | [ ۲۸۰ ]         |
| جوایز موسیقی رادیو دیزنی                 | ۲۰۱۶ | تیلور سوئیفت                                                          | بیشترین صحبت درمورد هنرمند                                     | برنده     | [ ۲۸۰ ]         |
| جوایز موسیقی رادیو دیزنی                 | ۲۰۱۶ | تیلور سوئیفت                                                          | هنرمند با بهترین استایل                                        | نامزدشده  | [ ۲۸۰ ]         |
| جوایز موسیقی رادیو دیزنی                 | ۲۰۱۶ | تیلور سوئیفت                                                          | طرفداران سرسخت                                                 | نامزدشده  | [ ۲۸۰ ]         |
| جوایز موسیقی رادیو دیزنی                 | ۲۰۱۷ | «نمی‌خواهم تا ابد زنده باشم» (با زین مالیک)                            | بهترین همکاری                                                  | نامزدشده  | [ ۲۸۱ ]         |
| جوایز موسیقی رادیو دیزنی                 | ۲۰۱۸ | تیلور سوئیفت                                                          | بهترین هنرمند                                                  | نامزدشده  | [ ۲۸۲ ]         |
| جوایز موسیقی رادیو دیزنی                 | ۲۰۱۸ | «نگاه کن مجبورم کردی چیکار کنم»                                       | ترانه سال                                                      | نامزدشده  | [ ۲۸۲ ]         |
| جوایز موسیقی رادیو دیزنی                 | ۲۰۱۸ | «نگاه کن مجبورم کردی چیکار کنم»                                       | بهترین ترانه برای لب‌خوانی                                      | نامزدشده  | [ ۲۸۲ ]         |
| سازمان پی‌اف‌کی                            | ۲۰۱۲ | تیلور سوئیفت                                                          | جایزه حرکت دادن امید                                           | برنده     | [ ۲۸۳ ]         |
| خرس راک                                  | ۲۰۱۵ | «از ذهنم پاکش کنم»                                                    | بهترین ترانه خارجی                                             | نامزدشده  | [ ۲۸۴ ]         |
| جوایز پاپ پل بین‌المللی آرتی‌اچ‌کی          | ۲۰۲۰ | «معشوق»                                                               | ۱۰ ترانه طلای بین‌المللی برتر                                   | برنده     | [ ۲۸۵ ]         |
| جوایز پاپ پل بین‌المللی آرتی‌اچ‌کی          | ۲۰۲۰ | معشوق                                                                 | پرفروش‌ترین آلبوم (انگلیسی)                                     | برنده     | [ ۲۸۵ ]         |
| جوایز پاپ پل بین‌المللی آرتی‌اچ‌کی          | ۲۰۲۰ | تیلور سوئیفت                                                          | هنرمند زن برتر (نقره)                                          | برنده     | [ ۲۸۵ ]         |
| جایزه ستلایت                             | ۲۰۱۸ | «نمی‌خواهم تا ابد زنده باشم»                                           | بهترین ترانه غیراقتباسی                                        | نامزدشده  | [ ۲۸۶ ]         |
| جوایز شورتی                              | ۲۰۱۵ | تیلور سوئیفت                                                          | بهترین خواننده                                                 | برنده     | [ ۲۸۷ ]         |
| جوایز شورتی                              | ۲۰۱۶ | تیلور سوئیفت                                                          | بهترین خواننده                                                 | برنده     | [ ۲۸۸ ]         |
| جوایز سیریوس‌ایکس‌ام هندی                  | ۲۰۱۳ | «ما هرگز به یکدیگر بازنمی‌گردیم»                                       | ویدئوی بین‌المللی سال                                           | نامزدشده  | [ ۲۸۹ ]         |
| جوایز سیریوس‌ایکس‌ام هندی                  | ۲۰۱۳ | «ما هرگز به یکدیگر بازنمی‌گردیم»                                       | تک‌آهنگ بین‌المللی سال                                           | نامزدشده  | [ ۲۸۹ ]         |
| جوایز سیریوس‌ایکس‌ام هندی                  | ۲۰۱۳ | تیلور سوئیفت                                                          | هنرمند بین‌المللی سال                                           | برنده     | [ ۲۸۹ ]         |
| جوایز سیریوس‌ایکس‌ام هندی                  | ۲۰۱۳ | سرخ                                                                   | آلبوم بین‌المللی سال                                            | نامزدشده  | [ ۲۸۹ ]         |
| تالار مشاهیر ترانه‌سرایی                  | ۲۰۱۰ | تیلور سوئیفت                                                          | جایزه هال دیوید استارلایت                                      | برنده     | [ ۲۹۰ ]         |
| جوایز موسیقی اسپیس شوور                  | ۲۰۱۹ | تیلور سوئیفت                                                          | بهترین هنرمند بین‌المللی                                        | نامزدشده  | [ ۲۹۱ ]         |
| جوایز برگزیده نوجوانان                   | ۲۰۰۸ | تیلور سوئیفت                                                          | هنرمند موفق برگزیده                                            | برنده     | [ ۲۹۲ ]         |
| جوایز برگزیده نوجوانان                   | ۲۰۰۹ | تیلور سوئیفت                                                          | هنرمند زن برگزیده                                              | برنده     | [ ۲۹۳ ] [ ۲۹۴ ] |
| جوایز برگزیده نوجوانان                   | ۲۰۰۹ | «داستان عشق»                                                          | ترانه عاشقانه برگزیده                                          | نامزدشده  | [ ۲۹۳ ] [ ۲۹۴ ] |
| جوایز برگزیده نوجوانان                   | ۲۰۰۹ | بی‌باک                                                                 | آلبوم زن برگزیده                                               | برنده     | [ ۲۹۳ ] [ ۲۹۴ ] |
| جوایز برگزیده نوجوانان                   | ۲۰۰۹ | تور بی‌باک                                                             | تور موسیقی برگزیده                                             | نامزدشده  | [ ۲۹۳ ] [ ۲۹۴ ] |
| جوایز برگزیده نوجوانان                   | ۲۰۱۰ | تیلور سوئیفت (با تیلور لاتنر)                                         | شیمی برگزیده                                                   | نامزدشده  | [ ۲۹۵ ]         |
| جوایز برگزیده نوجوانان                   | ۲۰۱۰ | تیلور سوئیفت (با تیلور لاتنر)                                         | قفل‌لب برگزیده                                                  | نامزدشده  | [ ۲۹۵ ]         |
| جوایز برگزیده نوجوانان                   | ۲۰۱۰ | تیلور سوئیفت                                                          | زن موفق برگزیده                                                | برنده     | [ ۲۹۵ ]         |
| جوایز برگزیده نوجوانان                   | ۲۰۱۰ | تیلور سوئیفت                                                          | هنرمند زن برگزیده                                              | نامزدشده  | [ ۲۹۵ ]         |
| جوایز برگزیده نوجوانان                   | ۲۰۱۰ | تیلور سوئیفت                                                          | هنرمند زن کانتری برگزیده                                       | برنده     | [ ۲۹۵ ]         |
| جوایز برگزیده نوجوانان                   | ۲۰۱۰ | «پانزده»                                                              | ترانه کانتری برگزیده                                           | برنده     | [ ۲۹۵ ]         |
| جوایز برگزیده نوجوانان                   | ۲۰۱۰ | بی‌باک                                                                 | آلبوم کانتری برگزیده                                           | برنده     | [ ۲۹۵ ]         |
| جوایز برگزیده نوجوانان                   | ۲۰۱۱ | تیلور سوئیفت                                                          | آیکون جذاب فرش قرمز – زن                                       | برنده     | [ ۲۹۶ ]         |
| جوایز برگزیده نوجوانان                   | ۲۰۱۱ | تیلور سوئیفت                                                          | هنرمند زن برگزیده                                              | برنده     | [ ۲۹۶ ]         |
| جوایز برگزیده نوجوانان                   | ۲۰۱۱ | تیلور سوئیفت                                                          | هنرمند زن کانتری برگزیده                                       | برنده     | [ ۲۹۶ ]         |
| جوایز برگزیده نوجوانان                   | ۲۰۱۱ | تیلور سوئیفت                                                          | انتخاب نهایی                                                   | برنده     | [ ۲۹۶ ]         |
| جوایز برگزیده نوجوانان                   | ۲۰۱۱ | «بدجنس»                                                               | ترانه کانتری برگزیده                                           | برنده     | [ ۲۹۶ ]         |
| جوایز برگزیده نوجوانان                   | ۲۰۱۱ | «بازگشت به دسامبر»                                                    | ترانه قطع‌رابطه برگزیده                                         | برنده     | [ ۲۹۶ ]         |
| جوایز برگزیده نوجوانان                   | ۲۰۱۱ | «مال من»                                                              | ترانه عاشقانه برگزیده                                          | نامزدشده  | [ ۲۹۶ ]         |
| جوایز برگزیده نوجوانان                   | ۲۰۱۲ | تیلور سوئیفت                                                          | هنرمند زن برگزیده                                              | برنده     | [ ۲۹۷ ]         |
| جوایز برگزیده نوجوانان                   | ۲۰۱۲ | تیلور سوئیفت                                                          | هنرمند زن کانتری برگزیده                                       | برنده     | [ ۲۹۷ ]         |
| جوایز برگزیده نوجوانان                   | ۲۰۱۲ | لوراکس                                                                | صدای برگزیده                                                   | برنده     | [ ۲۹۷ ]         |
| جوایز برگزیده نوجوانان                   | ۲۰۱۲ | «چشم باز»                                                             | تک‌آهنگ برگزیده توسط یک هنرمند زن                               | برنده     | [ ۲۹۷ ]         |
| جوایز برگزیده نوجوانان                   | ۲۰۱۲ | «پرواز جرقه‌ها»                                                        | ترانه کانتری برگزیده                                           | برنده     | [ ۲۹۷ ]         |
| جوایز برگزیده نوجوانان                   | ۲۰۱۳ | تیلور سوئیفت                                                          | هنرمند زن برگزیده                                              | نامزدشده  | [ ۲۹۸ ]         |
| جوایز برگزیده نوجوانان                   | ۲۰۱۳ | تیلور سوئیفت                                                          | هنرمند زن کانتری برگزیده                                       | برنده     | [ ۲۹۸ ]         |
| جوایز برگزیده نوجوانان                   | ۲۰۱۳ | تیلور سوئیفت                                                          | لبخند برگزیده                                                  | نامزدشده  | [ ۲۹۸ ]         |
| جوایز برگزیده نوجوانان                   | ۲۰۱۳ | «می‌دانستم تو مشکل‌سازی»                                                | تک‌آهنگ برگزیده توسط یک هنرمند زن                               | نامزدشده  | [ ۲۹۸ ]         |
| جوایز برگزیده نوجوانان                   | ۲۰۱۳ | «ما هرگز به یکدیگر بازنمی‌گردیم»                                       | ترانه کانتری برگزیده                                           | برنده     | [ ۲۹۸ ]         |
| جوایز برگزیده نوجوانان                   | ۲۰۱۳ | «ما هرگز به یکدیگر بازنمی‌گردیم»                                       | ترانه قطع‌رابطه برگزیده                                         | نامزدشده  | [ ۲۹۸ ]         |
| جوایز برگزیده نوجوانان                   | ۲۰۱۳ | تور سرخ                                                               | تور تابستان برگزیده                                            | نامزدشده  | [ ۲۹۸ ]         |
| جوایز برگزیده نوجوانان                   | ۲۰۱۴ | تیلور سوئیفت                                                          | هنرمند زن برگزیده                                              | نامزدشده  | [ ۲۹۹ ]         |
| جوایز برگزیده نوجوانان                   | ۲۰۱۴ | تیلور سوئیفت                                                          | هنرمند زن کانتری برگزیده                                       | برنده     | [ ۲۹۹ ]         |
| جوایز برگزیده نوجوانان                   | ۲۰۱۴ | تیلور سوئیفت                                                          | لبخند برگزیده                                                  | نامزدشده  | [ ۲۹۹ ]         |
| جوایز برگزیده نوجوانان                   | ۲۰۱۴ | تیلور سوئیفت                                                          | ملکه برگزیده رسانه‌های اجتماعی                                  | نامزدشده  | [ ۲۹۹ ]         |
| جوایز برگزیده نوجوانان                   | ۲۰۱۴ | تیلور سوئیفت                                                          | اینستاگرامر برگزیده                                            | نامزدشده  | [ ۲۹۹ ]         |
| جوایز برگزیده نوجوانان                   | ۲۰۱۴ | تیلور سوئیفت                                                          | طرفداران متعصب برگزیده                                         | نامزدشده  | [ ۲۹۹ ]         |
| جوایز برگزیده نوجوانان                   | ۲۰۱۵ | تیلور سوئیفت                                                          | هنرمند زن برگزیده                                              | نامزدشده  | [ ۳۰۰ ]         |
| جوایز برگزیده نوجوانان                   | ۲۰۱۵ | تیلور سوئیفت                                                          | زن جذاب برگزیده                                                | نامزدشده  | [ ۳۰۰ ]         |
| جوایز برگزیده نوجوانان                   | ۲۰۱۵ | تیلور سوئیفت                                                          | ستاره موسیقی برگزیده تابستان: زن                               | برنده     | [ ۳۰۰ ]         |
| جوایز برگزیده نوجوانان                   | ۲۰۱۵ | تیلور سوئیفت                                                          | ملکه برگزیده رسانه‌های اجتماعی                                  | نامزدشده  | [ ۳۰۰ ]         |
| جوایز برگزیده نوجوانان                   | ۲۰۱۵ | تیلور سوئیفت                                                          | توییت برگزیده                                                  | برنده     | [ ۳۰۰ ]         |
| جوایز برگزیده نوجوانان                   | ۲۰۱۵ | «از ذهنم پاکش کنم»                                                    | تک‌آهنگ برگزیده توسط یک هنرمند زن                               | نامزدشده  | [ ۳۰۰ ]         |
| جوایز برگزیده نوجوانان                   | ۲۰۱۵ | «کینه» (به همراهی کندریک لامار)                                       | ترانه قطع‌رابطه برگزیده                                         | برنده     | [ ۳۰۰ ]         |
| جوایز برگزیده نوجوانان                   | ۲۰۱۵ | «کینه» (به همراهی کندریک لامار)                                       | همکاری موسیقی برگزیده                                          | برنده     | [ ۳۰۰ ]         |
| جوایز برگزیده نوجوانان                   | ۲۰۱۵ | «کینه» (به همراهی کندریک لامار)                                       | ترانه تابستان برگزیده                                          | نامزدشده  | [ ۳۰۰ ]         |
| جوایز برگزیده نوجوانان                   | ۲۰۱۵ | «فضای خالی»                                                           | ترانه مهمانی برگزیده                                           | نامزدشده  | [ ۳۰۰ ]         |
| جوایز برگزیده نوجوانان                   | ۲۰۱۵ | تور جهانی ۱۹۸۹                                                        | تور تابستان برگزیده                                            | نامزدشده  | [ ۳۰۰ ]         |
| جوایز برگزیده نوجوانان                   | ۲۰۱۶ | تیلور سوئیفت                                                          | هنرمند زن برگزیده                                              | نامزدشده  | [ ۳۰۱ ]         |
| جوایز برگزیده نوجوانان                   | ۲۰۱۶ | «رمانتیک جدید»                                                        | تک‌آهنگ برگزیده توسط یک هنرمند زن                               | نامزدشده  | [ ۳۰۱ ]         |
| جوایز برگزیده نوجوانان                   | ۲۰۱۷ | «نمی‌خواهم تا ابد زنده باشم» (با زین مالیک)                            | همکاری موسیقی برگزیده                                          | نامزدشده  | [ ۳۰۲ ]         |
| جوایز برگزیده نوجوانان                   | ۲۰۱۷ | تیلور سوئیفت                                                          | اینستاگرامر برگزیده                                            | نامزدشده  | [ ۳۰۲ ]         |
| جوایز برگزیده نوجوانان                   | ۲۰۱۸ | تیلور سوئیفت                                                          | هنرمند زن برگزیده                                              | نامزدشده  | [ ۳۰۳ ]         |
| جوایز برگزیده نوجوانان                   | ۲۰۱۸ | «نگاه کن مجبورم کردی چیکار کنم»                                       | تک‌آهنگ برگزیده توسط یک هنرمند زن                               | نامزدشده  | [ ۳۰۳ ]         |
| جوایز برگزیده نوجوانان                   | ۲۰۱۸ | «پایان بازی»                                                          | همکاری موسیقی سال                                              | نامزدشده  | [ ۳۰۳ ]         |
| جوایز برگزیده نوجوانان                   | ۲۰۱۸ | «ظریف»                                                                | ترانه پاپ برگزیده                                              | نامزدشده  | [ ۳۰۳ ]         |
| جوایز برگزیده نوجوانان                   | ۲۰۱۸ | تور استادیومی اعتبار تیلور سوئیفت                                     | تور تابستان برگزیده                                            | نامزدشده  | [ ۳۰۳ ]         |
| جوایز برگزیده نوجوانان                   | ۲۰۱۸ | تیلور سوئیفت                                                          | طرفداران برگزیده                                               | نامزدشده  | [ ۳۰۳ ]         |
| جوایز برگزیده نوجوانان                   | ۲۰۱۹ | تیلور سوئیفت                                                          | جایزه آیکون                                                    | برنده     | [ ۳۰۴ ]         |
| جوایز برگزیده نوجوانان                   | ۲۰۱۹ | تیلور سوئیفت                                                          | خواننده زن برگزیده                                             | نامزدشده  | [ ۳۰۵ ] [ ۳۰۶ ] |
| جوایز برگزیده نوجوانان                   | ۲۰۱۹ | تیلور سوئیفت                                                          | هنرمند زن تابستان برگزیده                                      | نامزدشده  | [ ۳۰۵ ] [ ۳۰۶ ] |
| جوایز برگزیده نوجوانان                   | ۲۰۱۹ | تیلور سوئیفت                                                          | ستاره اجتماعی برگزیده                                          | نامزدشده  | [ ۳۰۵ ] [ ۳۰۶ ] |
| جوایز برگزیده نوجوانان                   | ۲۰۱۹ | «من!»                                                                 | تک‌آهنگ برگزیده توسط یک هنرمند زن                               | نامزدشده  | [ ۳۰۵ ] [ ۳۰۶ ] |
| جوایز برگزیده نوجوانان                   | ۲۰۱۹ | «من!»                                                                 | ترانه پاپ برگزیده                                              | نامزدشده  | [ ۳۰۵ ] [ ۳۰۶ ] |
| جوایز برگزیده نوجوانان                   | ۲۰۱۹ | «تو باید آرام باشی»                                                   | ترانه تابستان برگزیده                                          | نامزدشده  | [ ۳۰۵ ] [ ۳۰۶ ] |
| جوایز برگزیده نوجوانان                   | ۲۰۱۹ | تیلور سوئیفت                                                          | طرفداران برگزیده                                               | نامزدشده  | [ ۳۰۵ ] [ ۳۰۶ ] |
| جوایز تله‌هیت                             | ۲۰۱۳ | سرخ                                                                   | بهترین آلبوم پاپ زن                                            | برنده     | [ ۳۰۷ ]         |
| جوایز تله‌هیت                             | ۲۰۱۵ | تیلور سوئیفت                                                          | بهترین هنرمند زن                                               | برنده     | [ ۳۰۸ ]         |
| جوایز تله‌هیت                             | ۲۰۱۵ | «کینه» (به همراهی کندریک لامار)                                       | ویدئوی سال                                                     | برنده     | [ ۳۰۸ ]         |
| جوایز تله‌هیت                             | ۲۰۱۹ | تیلور سوئیفت                                                          | بهترین اجرای زن تکی                                            | نامزدشده  | [ ۳۰۹ ]         |
| جوایز تله‌هیت                             | ۲۰۱۹ | «تو باید آرام باشی»                                                   | بهترین ویدئوی انگلیسی                                          | نامزدشده  | [ ۳۰۹ ]         |
| جوایز تله‌هیت                             | ۲۰۱۹ | «تو باید آرام باشی»                                                   | بهترین ویدئوی مردم                                             | نامزدشده  | [ ۳۰۹ ]         |
| جوایز تیکت‌مستر                           | ۲۰۱۸ | تیلور سوئیفت                                                          | هنرمند سال                                                     | برنده     | [ ۳۱۰ ]         |
| جوایز تیکت‌مستر                           | ۲۰۱۹ | تور استادیومی اعتبار تیلور سوئیفت                                     | جوایز تور مایل‌استون                                            | برنده     | [ ۳۱۱ ]         |
| جوایز وی چارت                            | ۲۰۱۳ | تیلور سوئیفت                                                          | هنرمند موردعلاقه سال (وسترن)                                   | برنده     | [ ۳۱۲ ]         |
| جوایز وی چارت                            | ۲۰۱۴ | «۲۲»                                                                  | بهترین موزیک ویدئوی سال                                        | برنده     | [ ۳۱۳ ]         |
| جوایز وی چارت                            | ۲۰۱۵ | «فضای خالی»                                                           | بهترین موزیک ویدئوی سال                                        | برنده     | [ ۳۱۴ ]         |
| جوایز وی چارت                            | ۲۰۱۵ | تیلور سوئیفت                                                          | هنرمند موردعلاقه سال (وسترن)                                   | برنده     | [ ۳۱۴ ]         |
| جوایز وی چارت                            | ۲۰۱۵ | تیلور سوئیفت                                                          | بهترین هنرمند زن (وسترن)                                       | برنده     | [ ۳۱۴ ]         |
| جوایز وی چارت                            | ۲۰۱۶ | تیلور سوئیفت                                                          | بهترین هنرمند زن (وسترن)                                       | برنده     | [ ۳۱۵ ]         |
| جوایز وی چارت                            | ۲۰۱۷ | تیلور سوئیفت                                                          | هنرمند موردعلاقه سال (وسترن)                                   | برنده     | [ ۳۱۶ ]         |
| جوایز وی چارت                            | ۲۰۱۷ | تیلور سوئیفت                                                          | بهترین هنرمند زن (وسترن)                                       | برنده     | [ ۳۱۶ ]         |
| جوایز سینا ویبو                          | ۲۰۱۹ | تیلور سوئیفت                                                          | تاثیرگذارترین موسیقی‌دان (وسترن)                                | برنده     | [ ۳۱۷ ] [ ۳۱۸ ] |
| جوایز موسیقی ملل                         | ۲۰۱۰ | تیلور سوئیفت                                                          | بهترین هنرمند پاپ/راک دنیا                                     | نامزدشده  | [ ۳۱۹ ]         |
| جوایز موسیقی ملل                         | ۲۰۱۰ | بی‌باک                                                                 | بهترین آلبوم دنیا                                              | نامزدشده  | [ ۳۱۹ ]         |
| جوایز موسیقی ملل                         | ۲۰۱۲ | سرخ                                                                   | بهترین آلبوم دنیا                                              | نامزدشده  | [ ۳۲۰ ]         |
| جوایز موسیقی ملل                         | ۲۰۱۲ | «ما هرگز به یکدیگر بازنمی‌گردیم»                                       | بهترین ترانه دنیا                                              | نامزدشده  | [ ۳۲۰ ]         |
| جوایز موسیقی ملل                         | ۲۰۱۲ | «ما هرگز به یکدیگر بازنمی‌گردیم»                                       | بهترین ویدئوی دنیا                                             | نامزدشده  | [ ۳۲۰ ]         |
| جوایز موسیقی ملل                         | ۲۰۱۲ | تیلور سوئیفت                                                          | بهترین هنرمند زن دنیا                                          | نامزدشده  | [ ۳۲۰ ]         |
| جوایز موسیقی ملل                         | ۲۰۱۲ | تیلور سوئیفت                                                          | بهترین اجرای زنده دنیا                                         | نامزدشده  | [ ۳۲۰ ]         |
| جوایز موسیقی ملل                         | ۲۰۱۲ | تیلور سوئیفت                                                          | بهترین سرگرمی‌ساز سال دنیا                                      | نامزدشده  | [ ۳۲۰ ]         |
| جوایز جوان هالیوود                       | ۲۰۰۸ | تیلور سوئیفت                                                          | سوپراستار فردا                                                 | برنده     | [ ۳۲۱ ]         |
| جوایز موسیقی یوتیوب                      | ۲۰۱۳ | تیلور سوئیفت                                                          | هنرمند سال                                                     | نامزدشده  | [ ۳۲۲ ]         |
| جوایز موسیقی یوتیوب                      | ۲۰۱۳ | «می‌دانستم تو مشکل‌سازی»                                                | واکنش سال                                                      | نامزدشده  | [ ۳۲۲ ]         |
| جوایز موسیقی یوتیوب                      | ۲۰۱۳ | «می‌دانستم تو مشکل‌سازی»                                                | پدیده یوتیوب                                                   | برنده     | [ ۳۲۳ ]         |
| جوایز موسیقی یوتیوب                      | ۲۰۱۵ | تیلور سوئیفت                                                          | ۵۰ هنرمند برای تماشا                                           | برنده     | [ ۳۲۴ ]         |

## سایر افتخارات

### رکوردهای جهانی گینس
| سال  | رکورد جهانی                                                        | دارنده رکورد                                                         | م.      |
| ---- | ------------------------------------------------------------------ | -------------------------------------------------------------------- | ------- |
| ۲۰۱۰ | حالا صحبت کن                                                       | سریع‌ترین فروش آلبوم دیجیتال توسط یک هنرمند زن                        | [ ۳۲۵ ] |
| ۲۰۱۰ | تیلور سوئیفت                                                       | بیشترین موفقیت هم‌زمان ۱۰۰ آهنگ داغ در ایالات متحده توسط یک هنرمند زن | [ ۳۲۶ ] |
| ۲۰۱۲ | اولین زن تکی با دو هفته فروش میلیونی در جدول آلبوم‌های ایالات متحده | [ ۳۲۷ ]                                                              |         |
| ۲۰۱۲ | «ما هرگز به یکدیگر بازنمی‌گردیم»                                    | سریع‌ترین فروش تک‌آهنگ دیجیتال در تاریخ                                | [ ۳۲۸ ] |
| ۲۰۱۴ | تیلور سوئیفت                                                       | بیشترین هفته فروش میلیون‌ها آلبوم در ایالات متحده با سه آلبوم متوالی  | [ ۳۲۹ ] |
| ۲۰۱۷ | تیلور سوئیفت                                                       | بالاترین درآمد سالانه برای یک ستاره زن پاپ                           | [ ۳۳۰ ] |
| ۲۰۱۹ | معشوق                                                              | پرفروش‌ترین آلبوم در سراسر جهان توسط هنرمندی انفرادی (فعلی)           | [ ۳۳۱ ] |
| ۲۰۲۰ | فولکلور                                                            | بیشترین استریم یک آلبوم در نخستین روز انتشار در اسپاتیفای (زن)       | [ ۳۳۲ ] |

### فهرست‌ها
| منتشرکننده          | فهرست                                                                 | سال(ها)          | نتیجه         | م.              |
| ------------------- | --------------------------------------------------------------------- | ---------------- | ------------- | --------------- |
| بیلبورد             | بهترین ستاره پاپ سال (۱۹۸۱–۲۰۱۹)                                      | ۲۰۱۵             | قرار گرفت     | [ ۳۳۳ ]         |
| بیلبورد             | بهترین ستاره پاپ سال (۱۹۸۱–۲۰۱۹)                                      | ۲۰۰۹، ۲۰۱۲، ۲۰۱۷ | اشاره پسندیده | [ ۳۳۳ ]         |
| بلومبرگ             | بلومبرگ ۵۰                                                            | ۲۰۱۸             | قرار گرفت     | [ ۳۳۴ ]         |
| برندواچ             | قدرتمندترین افراد در توییتر                                           | ۲۰۱۸–۲۰۱۹        | ۱ام           | [ ۳۳۵ ] [ ۳۳۶ ] |
| سی‌ان‌ان              | ۱۰ هنرمند تأثیرگذار در موسیقی در دهه ۲۰۱۰                             | ۲۰۱۹             | قرار گرفت     | [ ۳۳۷ ]         |
| انترتینمنت ویکلی    | سرگرمی‌سازهای سال                                                      | ۲۰۱۹             | قرار گرفت     | [ ۳۳۸ ]         |
| فوبرز               | ۳۰ زیر ۳۰                                                             | ۲۰۱۲–۲۰۱۴        | قرار گرفت     | [ ۳۳۹ ]         |
| فوبرز               | پردرآمدترین زنان جهان در موسیقی (شامل رتبه ۱ام در سال‌های ۲۰۱۶ و ۲۰۱۹) | ۲۰۱۱–۲۰۱۹        | قرار گرفت     | [ ۳۴۰ ]         |
| فوبرز               | قدرتمندترین زنان (جوان‌ترین فرد فهرست در سال ۲۰۱۵)                     | ۲۰۱۵             | ۶۴ام          | [ ۳۴۱ ]         |
| فوبرز               | قدرتمندترین زنان (جوان‌ترین فرد فهرست در سال ۲۰۱۵)                     | ۲۰۱۹             | ۷۱ام          | [ ۳۴۲ ]         |
| فوبرز               | ۱۰۰ ستاره ثروتمند (شامل رتبه ۱ام در سال‌های ۲۰۱۶ و ۲۰۱۹)               | ۲۰۱۱–۲۰۱۹        | قرار گرفت     | [ ۳۴۳ ]         |
| فوبرز               | ثروتمندترین زنان خودساخته آمریکا                                      | ۲۰۱۶–۲۰۱۹        | ۶۰ام          | [ ۳۴۴ ]         |
| فوبرز               | موسیقی‌دانان برتر دهه                                                  | ۲۰۱۹             | ۲ام           | [ ۳۴۵ ]         |
| فرچون               | ۴۰ زیر ۴۰                                                             | ۲۰۱۵             | ۶ام           | [ ۳۴۶ ]         |
| فرچون               | قدرتمندترین زنان                                                      | ۲۰۱۵             | ۵۱ام          | [ ۳۴۷ ]         |
| گوگل                | روز جهانی زن: بیشترین جستجو برای زنان در موسیقی                       | ۲۰۲۰             | ۱ام           | [ ۳۴۸ ]         |
| آی‌هارت رادیو کانادا | آیکون دهه                                                             | ۲۰۱۹             | قرار گرفت     | [ ۳۴۹ ]         |
| پیپل                | افراد سال                                                             | ۲۰۱۹             | قرار گرفت     | [ ۳۵۰ ]         |
| پست                 | ۸ موسیقی‌دان تأثیرگذار دهه ۲۰۱۰                                        | ۲۰۱۹             | قرار گرفت     | [ ۳۵۱ ]         |
| رولینگ استون        | ۱۰۰ بهترین ترانه‌سراهای همه دوران‌ها (جوان‌ترین فرد)                     | ۲۰۱۵             | ۹۷ام          | [ ۳۵۲ ]         |
| تایم                | تایم ۱۰۰ (براساس «هنرمندان» نوشته‌شده توسط استیوی نیکس)                | ۲۰۱۰             | قرار گرفت     | [ ۳۵۳ ]         |
| تایم                | تایم ۱۰۰ (براساس «آیکون‌ها» نوشته‌شده توسط ماریشکا هارگیتی)             | ۲۰۱۵             | قرار گرفت     | [ ۳۵۴ ]         |
| تایم                | شخص سال تایم (به عنوان «سکوت شکن‌ها»)                                  | ۲۰۱۷             | قرار گرفت     | [ ۳۵۵ ]         |
| تایم                | تایم ۱۰۰ (براساس «آیکون‌ها» نوشته‌شده توسط شان مندز)                    | ۲۰۱۹             | قرار گرفت     | [ ۳۵۶ ]         |
| ورایتی              | ۵۰۰ ورایتی: ۵۰۰ مهم‌ترین افراد در رسانه جهانی                          | ۲۰۱۷–۲۰۱۹        | قرار گرفت     | [ ۳۵۷ ]         |
| ورایتی              | رهبران جدید هالیوود (براساس «خلاقیت»)                                 | ۲۰۱۴             | قرار گرفت     | [ ۳۵۸ ]         |
| وایرد               | ۱۰ بهترین هنرمندان دهه ۲۰۱۰                                           | ۲۰۱۹             | قرار گرفت     | [ ۳۵۹ ]         |
| یوگاو               | تحسین‌شده‌ترین زنان                                                     | ۲۰۱۹             | ۱۰ام          | [ ۳۶۰ ]         |